# Mercedes-Benz Citaro
Mercedes-Benz Citaro [siˈtaːʀo] ist eine für den europäischen Stadt- und Überlandlinienverkehr entwickelte Omnibus-Baureihe der Daimler Truck AG bzw. deren Tochtergesellschaft Daimler Buses GmbH (vormals EvoBus GmbH).

## Allgemeines
Ein Bus der Baureihe Citaro wurde im Jahre 1997 erstmals auf dem UITP-Kongress in Stuttgart vorgestellt, die ersten Wagen wurden noch im selben Jahr an die Hamburger Hochbahn (HHA) geliefert. Mit Beginn der Serienfertigung 1998 wird die Baureihe hauptsächlich in Mannheim und im französischen Ligny-en-Barrois gebaut, dort in einem ehemaligen Kässbohrer-Werk. Sie gilt als Nachfolger der Baureihe Mercedes-Benz O 405 N, mit der sie einige Jahre parallel produziert wurde. Bei der Konstruktion konnte Daimler-Benz auch auf die Erfahrungen des Niederflurbusses Kässbohrer Setra S 300 N von 1989 aufbauen.
In der traditionellen Stadtausführung ist der Citaro durchgehend niederflurig, allerdings steigt der Fahrzeugboden im hinteren Fahrzeugbereich an. Außerdem sind hier die Sitze auf Podesten angebracht, was es unter anderem ermöglicht, hinten links einen Dieselmotor unterflur einzubauen. Alternativ wird seit dem Jahre 1999 auch eine Variante mit seitlich stehendem Turmmotor angeboten, womit Podeststufen zumindest auf der rechten Fahrzeugseite und steile Anstiege im Wageninneren vermieden werden können, was auch einer dreitürigen Ausführung zugutekommt. 2005 wurde zur Ergänzung der Produktpalette eine Low-Entry-Variante vorgestellt. In dieser Ausführung steigt der Fahrzeugboden vor der Hinterachse in mehreren Stufen an. Dies ermöglicht, den hinten mittig liegenden Motor unterflur einzubauen, ohne die ansonsten erforderliche Portalachse (ZF-AV-132) zu verwenden.
Im Juli 2018 wurde der batterieelektrisch angetriebene, lokal emissionsfreie eCitaro vorgestellt, der seit November 2018 in zahlreichen deutschen Städten im Einsatz ist.
Von 1997 bis 2024 wurden über 70.000 Citaros ausgeliefert, womit dieser Bus einer der erfolgreichsten Linienbusse ist.
Die Typenbezeichnungen Citaro bzw. O 530 ohne weitere Ergänzungen bezeichnen die Standardversion der Baureihe, einen zwölf Meter langen, zweiachsigen und niederflurigen Solobus. Bei den anderen Versionen des Citaro werden Abkürzungen an den Namen angehängt („Ü“ für die Überlandversion, „G“ für die Gelenkversion, „LE“ für Low Entry usw.). Weiterhin bezeichnet die Baumuster-Gruppe C 628 den Citaro, wobei beispielsweise C 628.035-13 für den aktuellen 12-Meter-Wagen mit zwei Türen und Dieselantrieb steht.

## Erste Citaro-Generation

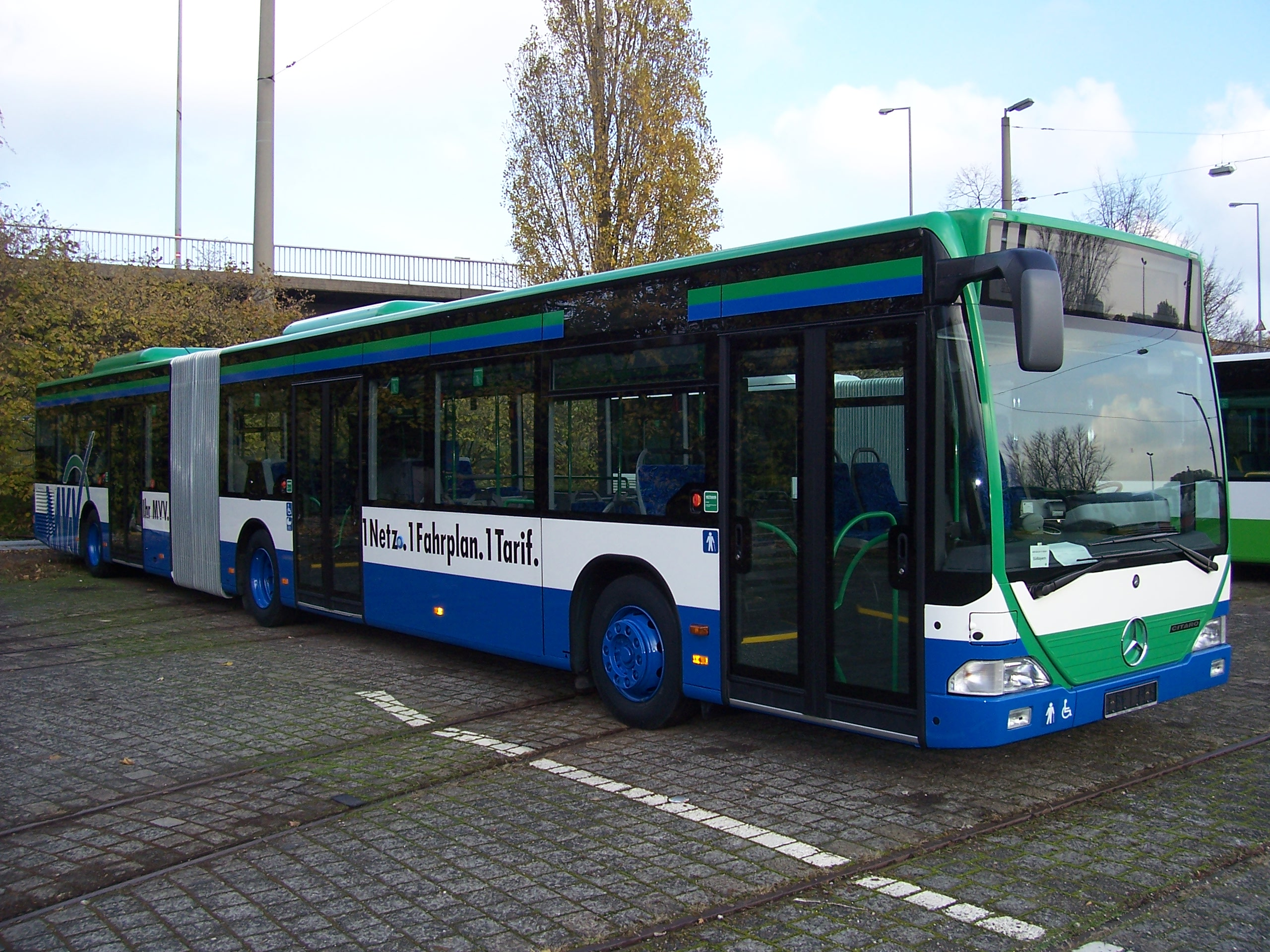
Gelenkbusversion Citaro G der 1. Generation vor dem Facelift

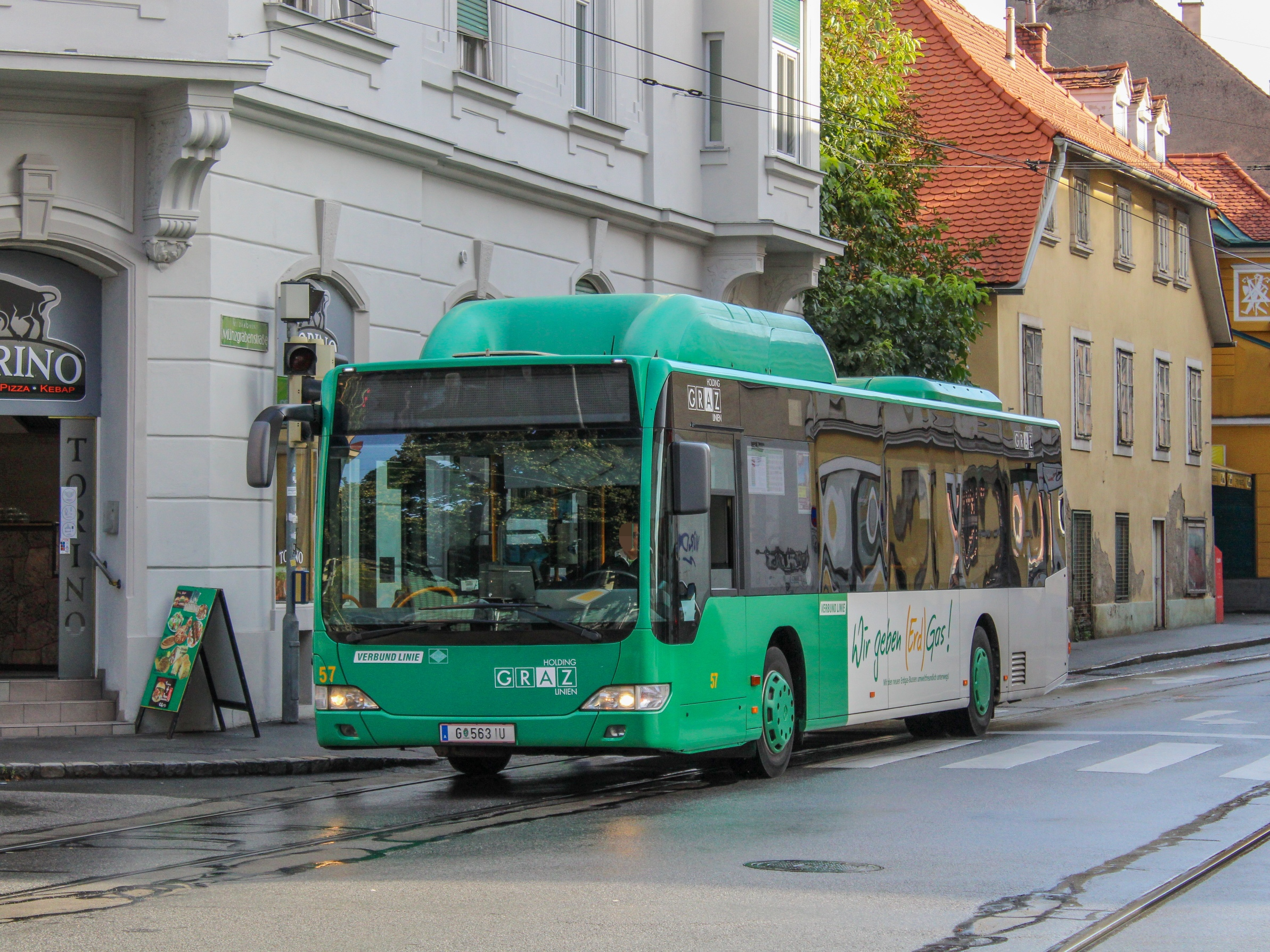
O 530 (CNG-Version) der Graz Linien mit Facelifting

Die erste Generation des Citaro (intern Baureihe O 530) wurde ab dem Jahre 1997 hergestellt. Der Bus erwies sich wie auch sein Vorgänger (Mercedes-Benz O 405 N) nach anfänglichen Schwierigkeiten als großer Erfolg. Ab dem Jahre 1998 wurden auch der Überlandbus Citaro Ü und der dreiachsige Solowagen Citaro L angeboten, ebenso der dreiachsige Gelenkbus Citaro G. Im Jahr 2000 folgte eine Variante mit Erdgasantrieb, die ab dem Jahre 2002 als Citaro CNG angeboten wurde.
Im Herbst 2002 erfuhr der Citaro die erste kleine Modellpflege im Zuge der Einführung von Motoren der Abgasnorm Euro III. Äußerlich unterschied er sich in der nun nach hinten gerade verlaufenden Seitenfensterlinie. Die Kühlerklappe wurde tiefer gesetzt, der Lufteintritt vergrößert und durch eine Wartungsklappe ergänzt. Zuvor hatten die letzten Seitenfenster und das Kühlergitter darunter einen zur Heckscheibe ansteigenden Knick.
Im Rahmen der Modellpflege wurde außerdem die zuvor verwendete starre Vorderachse durch eine auch beim später folgenden Low-Entry-Fahrzeug genutzte Einzelradaufhängung ersetzt, wodurch der Fahr- und Federungskomfort gesteigert wurde. Die Achse stammte ursprünglich von ZF Passau und wurde durch Daimler-Benz überarbeitet.
Es gab mehrfach ungeklärte Fahrzeugbrände und aus ihnen resultierende Rückrufaktionen. Man hoffte, mit dem veränderten Lufteintritt die thermischen Probleme in den Griff zu bekommen. Nach Aussage von Daimler-Benz hatten die Hersteller von Niederflurbussen aber auch die Vermutung, dass es immer dann zu Brandserien kam, wenn die Betreiber der Busse an der Wartung sparten. Die Motoren sind bei allen Niederflurbussen von Dämmmaterial umgeben, um Vibrationen und Lärm von den Passagieren fernzuhalten. Diese Dämmmatten müssen gewartet werden, da sonst Diesel- oder Ölrückstände bei Überhitzung in Brand geraten könnten.
Im Jahre 2003 startete ein Großversuch mit Brennstoffzellen-Antrieb. Im darauffolgenden Jahr 2004 wurde der Dieselantrieb nach der Abgasnorm Euro IV mit SCR-Technik vorgestellt. Im Jahre 2005 kam der Rechtslenker Citaro RL für Linksverkehr sowie die Low-Entry-Variante Citaro LE auf den Markt, die als erstes Modell schon das Aussehen des Citaros nach dem Facelift hatte. Außerdem wurde der vierachsige Gelenkbus CapaCity vorgestellt.
Im Sommer 2006 gab es für die bestehenden Varianten eine größere Modellpflege, die sich nach außen durch eine überarbeitete Front- und Heckgestaltung (analog zu den kurz zuvor eingeführten Low-Entry-Bussen) zeigt. Das bisher charakteristische Merkmal der ersten Serie, die „Waschbrettblende“ an der Fahrzeugfront, die allerdings als Frontwerbefläche auch glattflächig ohne Mercedes-Stern lieferbar war, entfiel zugunsten einer etwas gerundeteren Bugblende. Die seitliche Ausrichtung der vorderen Blinker wurde verändert. Das Heck wurde dem des Reisebusses Travego angeglichen: Es bekam ähnliche Mehrkammerleuchten und wurde insgesamt runder gestaltet.
Der Innenraum unterscheidet sich durch eine leicht geänderte Deckengestaltung mit ovalen Deckenausströmern, ansonsten blieb dieser weitgehend unverändert. Die Angebotspalette der Fahrgastsitze wurde in der höchsten Komfortstufe um die ISE-Serie (Inter Star Eco) ergänzt, die an den spitz zulaufenden Rückenlehnen erkennbar ist. Sparsamere und sauberere Motoren der Abgasnormen Euro 4 und Euro 5 – später auch EEV – wurden eingeführt. Seit der Modellpflege werden die Fahrzeuge als Citaro Facelift bezeichnet.
Seit Mitte der 2010er Jahre schrumpft der Bestand von Citaro-Bussen der ersten Generation vor der großen Modellpflege 2006 in Deutschland stetig, was sich zumindest bei den städtischen Verkehrsbetrieben erkennen lässt. Die sich noch im Einsatz befindlichen Fahrzeuge stammen in der Regel aus jüngeren Baujahren (2003 oder neuer).

## Zweite Citaro-Generation

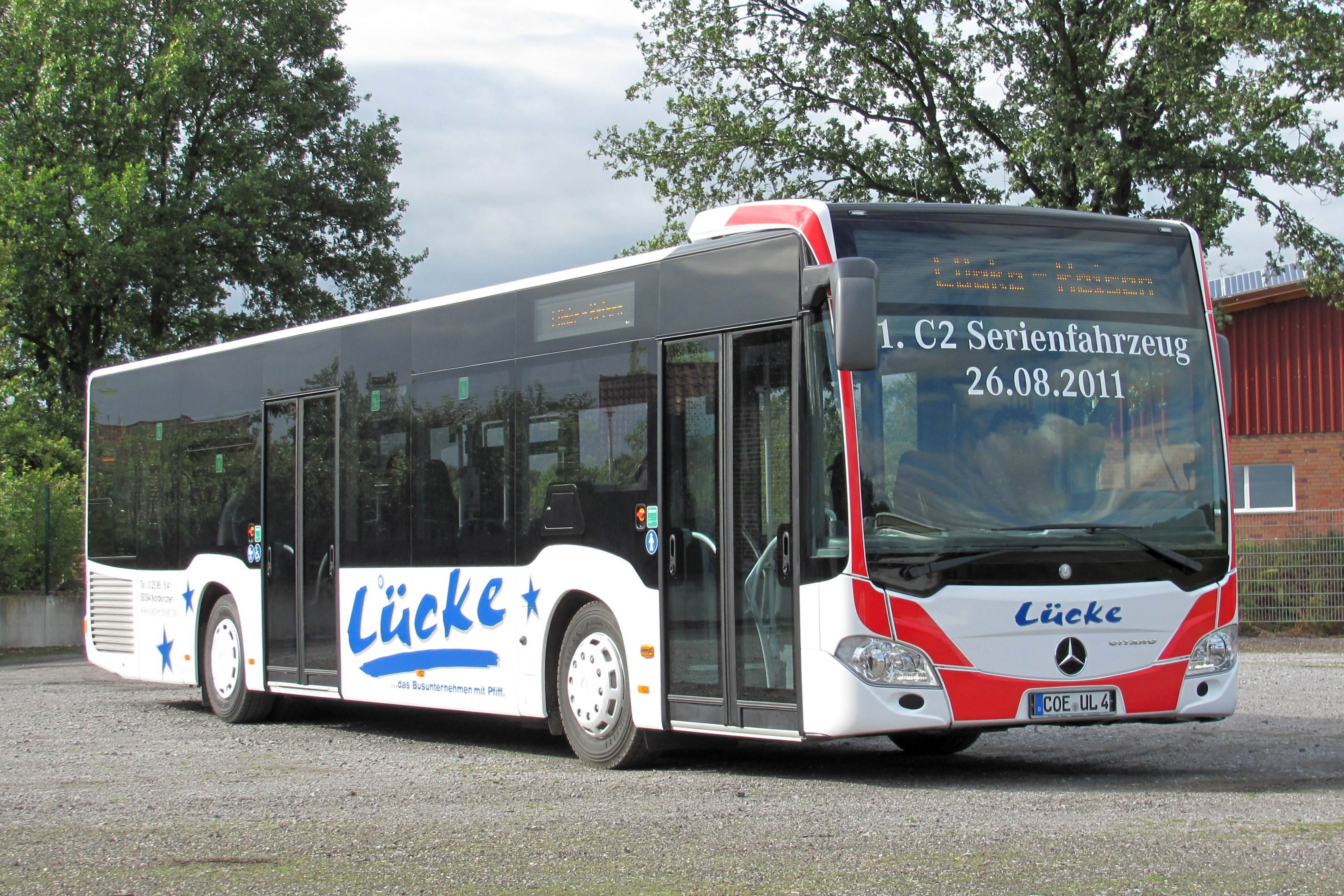
Citaro der 2. Generation mit Überlandfront und Euro-5-Motor

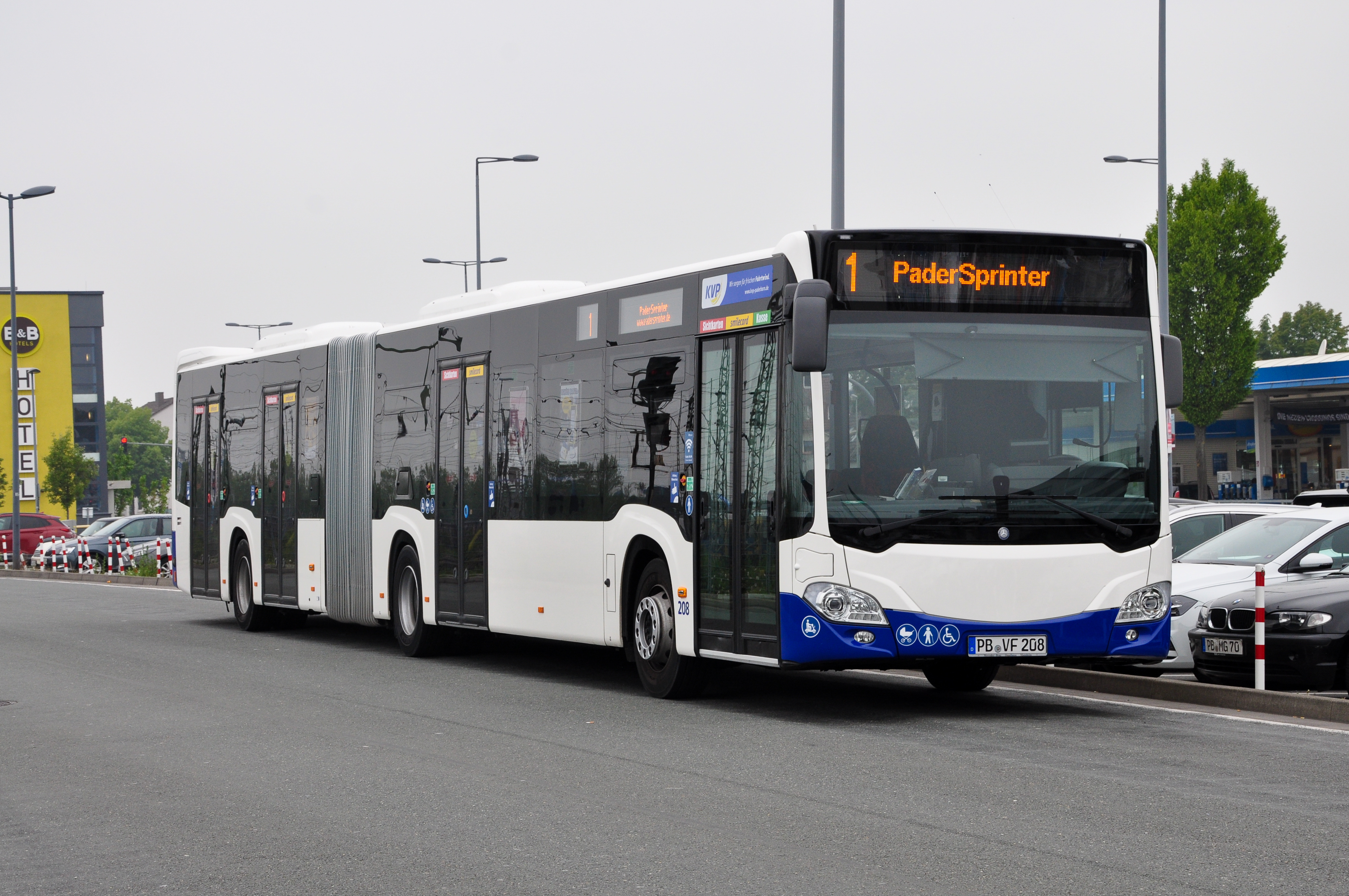
PaderSprinter Citaro-2-Gelenkbus Baujahr 2019 mit Ventura-Schwenkschiebetüren

Im Mai 2011 wurde die zweite Generation des Citaro mit verändertem Design und neuen Motoren der Öffentlichkeit vorgestellt.
Im Jahr 2012 folgten Neuerungen im Heckbereich des Busses, mit denen der Citaro C2 für Dieselmotoren der Abgasnorm Euro 6 ausgelegt wurde.
Von Beginn an verfügte der neue Citaro optional über ein elektronisches Stabilitätsprogramm (ESP), das die EU seit 2015 gesetzlich vorschreibt.
Zunächst kamen weiterhin die aus dem Citaro Facelift der 1. Generation bekannten Reihensechszylinder-Dieselmotoren OM 906 und OM 457(h)LA zum Einsatz. Ab Mai 2012 wurden die neuen Common-Rail-Dieselmotoren der Baureihe OM 936 mit 7,7 l Hubraum (220 und 260 kW, 299 und 354 PS) sowie der Baureihe OM 470 mit 10,7 l Hubraum (265 und 290 kW, 360 bzw. 394 PS) eingeführt. Bei beiden Baureihen handelt es sich um Sechszylinder-Reihenmotoren in Euro-6-Homologation.
Während der Citaro-C2-Solobus serienmäßig mit dem liegenden Euro-6-Dieselmotor OM 936h produziert wird, bekommt der Gelenkbus Citaro C2 G serienmäßig den stehenden Motor OM 470. Auf der IAA 2014 in Hannover wurde auch der C2-Gelenkbus mit liegendem Motor OM 936h präsentiert. Seit Herbst 2015 wird dieser an Kunden ausgeliefert.
Seit 2018 baut Mercedes-Benz den Stadtbus Citaro auch als batterieelektrisch angetriebenen Solobus namens eCitaro (zunächst als Citaro E-CELL bezeichnet) in Serie. Im November 2018 erfolgte die Übergabe des ersten Serien-eCitaro an die Hamburger Hochbahn.
Eine Variante des eCitaro mit Brennstoffzellen-Reichweitenverlängerer namens eCitaro fuel cell (zunächst als Citaro F-Cell oder eCitaro REX bezeichnet) sollte bis 2020 die Produktpalette ergänzen. Als weltweit erster Kunde erhielt PaderSprinter Ende 2023 einen eCitaro fuel cell, da der vorher in Paderborn getestete eCitaro im Linienbetrieb zu häufig nachgeladen werden musste.

## Varianten

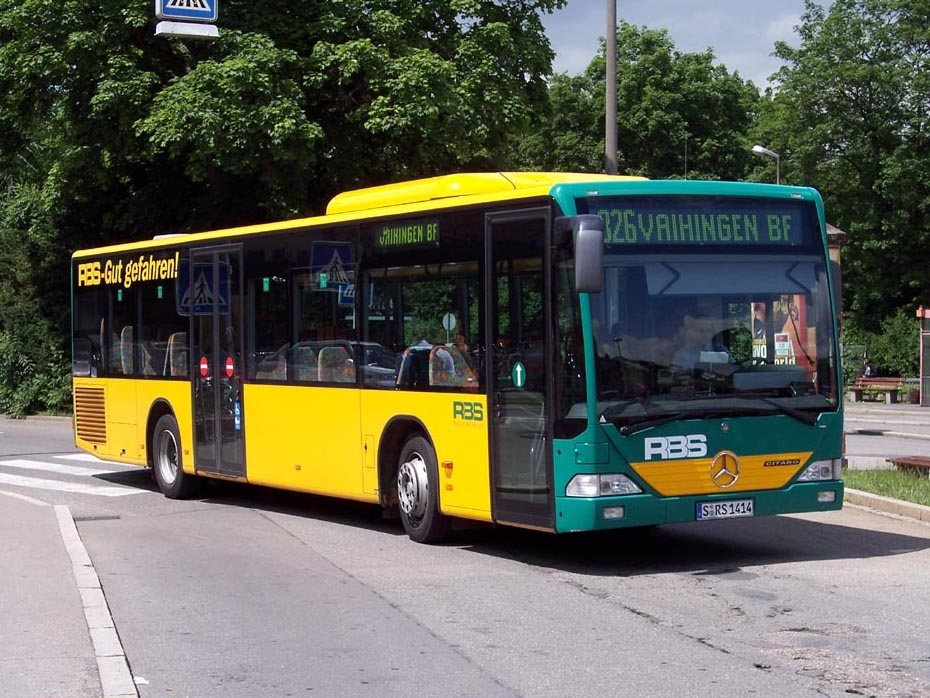
Überlandversion Citaro Ü der ersten Generation

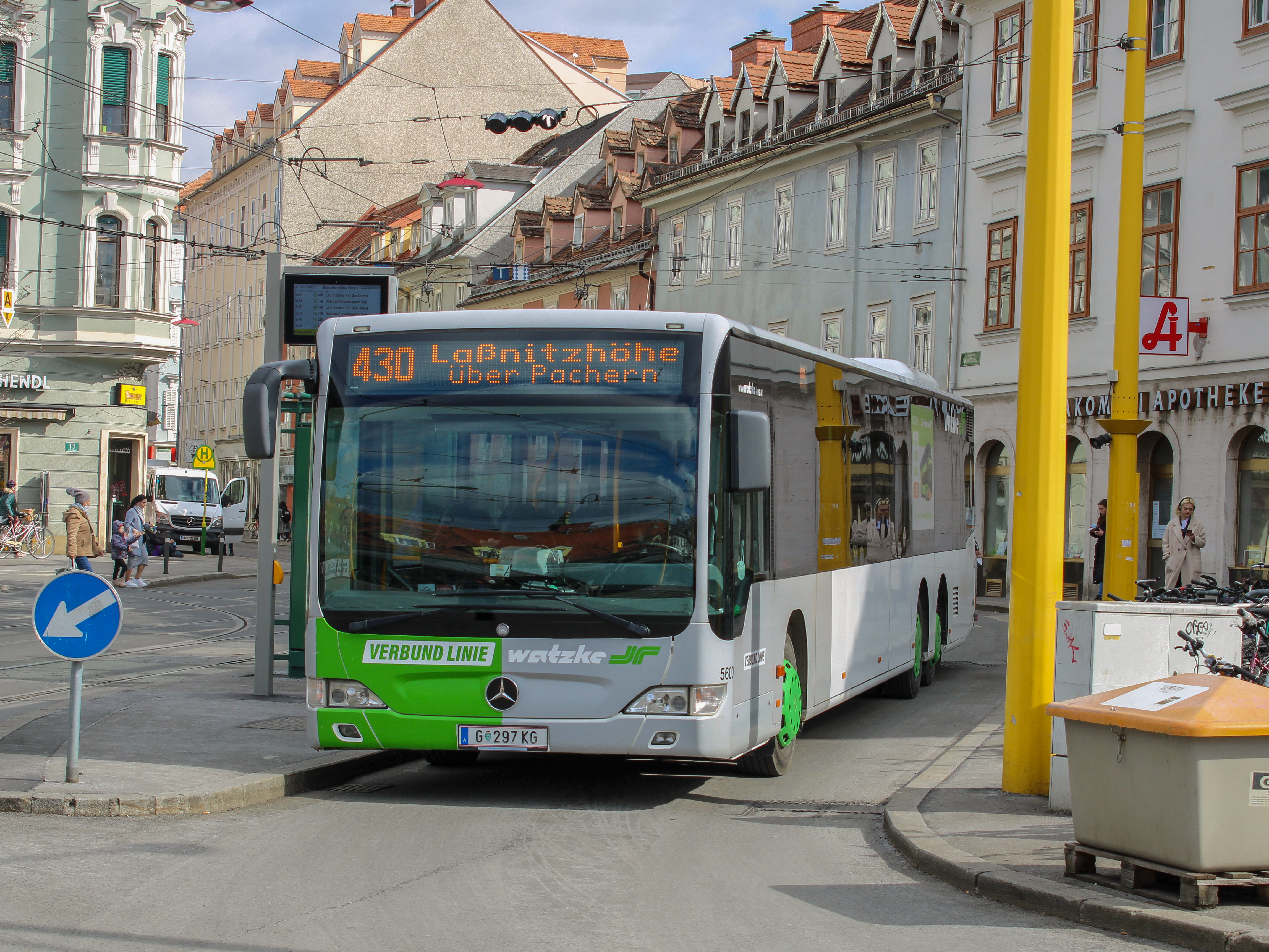
Mercedes-Benz Citaro LÜ

Derzeit wird der Citaro in folgenden Ausführungen hergestellt:
Stadtverkehr:
- Citaro: Solobus, Länge 12 m, 2 Achsen, liegender oder stehender Motor, 2 oder 3 Türen, auch nur mit vorderer Tür (in Ländern mit Linksverkehr)
- Citaro NGT: Solobus mit Gasantrieb, Länge 12 m, 2 Achsen, 2–3 Türen, Hybridmodul mit Rekuperation als Zusatzausstattung
- eCitaro: Solobus mit batterieelektrischem Antrieb, Länge 12 m, 2 Achsen, 2–3 Türen
- Citaro G: Gelenkbus, Länge 18 m, 3 Achsen, liegender oder stehender Motor, 3 oder 4 Türen, auch nur mit 2 Türen (in Ländern mit Linksverkehr)
- Citaro G NGT: Gelenkbus mit Gasantrieb, Länge 18 m, 3 Achsen, 3–4 Türen, Hybridmodul mit Rekuperation als Zusatzausstattung[13]
- eCitaro G: Gelenkbus mit batterieelektrischem Antrieb, Länge 18 m, 3 Achsen, 3–4 Türen
- GL: Gelenkbus (lang) (CapaCity), Länge 19½ m, 4 Achsen, 3 oder 4 Türen
- GL II: Gelenkbus (lang) (CapaCity L), Länge 21 m, 4 Achsen, 4 oder 5 Türen (Metro-Paket) (3-Türer SSB-Version)
- Citaro K: Midibus, Länge 10½ m, 2 Achsen, liegender Motor unterflur im Heck, 2 (auch 3) Türen
- Citaro LE: Low Entry, Länge 12 m, 2 Achsen, 2 oder 3 Türen

Überlandverkehr:
- Citaro Ü: Solobus, Länge 12 m, 2 Achsen, 2 oder 3 Türen1
- Citaro MÜ: Solobus, Länge 13 m, 2 Achsen, 2 Türen
- Citaro GÜ: Gelenkbus, Länge 18 m, 3 Achsen, 3 oder 4 Türen2
- Citaro LE Ü: Low-Entry, Länge 12 m, 2 Achsen, 2 oder 3 Türen
- Citaro LE MÜ: Low-Entry, Länge 13 m, 2 Achsen, 2 oder 3 Türen, auch nur mit vorderer Tür (in Ländern mit Linksverkehr)

1 mit 3 Türen angeboten, jedoch nie produziert
2 mit 4 Türen angeboten, jedoch nie produziert

### Überland-Version
Der entscheidenden Unterschied zur Stadtversion sind die Podeste, auf denen die Sitze angebracht sind. Ein weiterer Unterschied ist die Anordnung des Tankstutzens, bei der Stadtversion ist die Tankklappe über dem ersten Rad (in der Fensterlinie), die Überlandversion hingegen hat den Tank neben dem Radkasten. Bei der Stadtbusversion des Citaro LE ist auch die optional erhältliche dritte Tür immer eine einflügelige Außenschwingtür.
EvoBus bietet zwar eine gewöhnlich als „Überlandfront“ bezeichnete Frontgestaltung an, bei der sich die Zielanzeige hinter der einteiligen, weiter nach oben führenden, nach hinten geneigten Frontscheibe und nicht in einem blendungsfreien, vorspringenden Kasten befindet, diese ist jedoch optional auch für Citaro der Stadtversion erhältlich. Ebenso kann die Überlandversion mit herkömmlicher Frontgestaltung bestellt werden.

### Irvine-Citaro

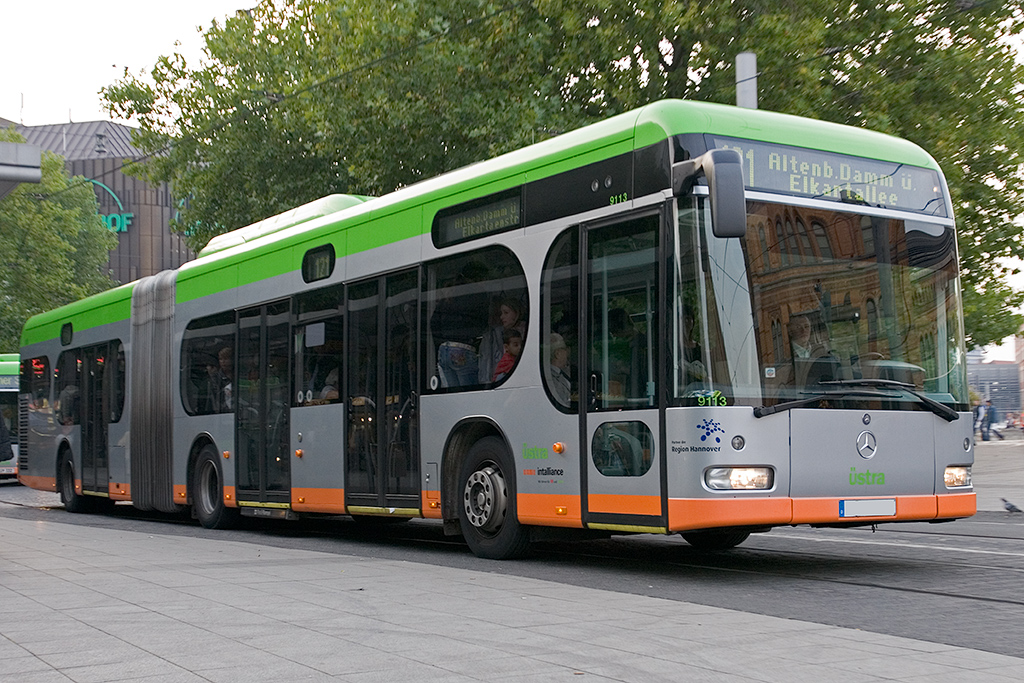
Irvine-Citaro G der üstra Hannover

Als die hannoverschen Verkehrsbetriebe Üstra für die Weltausstellung Expo 2000 neue Busse beschaffen wollten, erstellten sie in Zusammenarbeit mit 300 Bürgern ein Lastenheft. Das ungewöhnliche Design lieferte James Irvine, so entstand die Version des Citaro im Irvine-Design. Hannover und Leipzig erhielten Fahrzeuge mit diesem Design.

Inzwischen sind die Irvine-Citaro bei Verkehrsbetrieben in Deutschland ausgemustert. Einige davon wurden an Verkehrsbetriebe im Ausland abgegeben, z. B. nach Klaipėda.

### Brennstoffzellen-Version
Als O 530 BZ wurden in den Jahren 2002 und 2003 vornehmlich im Rahmen des von der Europäischen Union finanzierten CUTE-Projektes 37 mit Brennstoffzellen betriebene Citaro hergestellt, die einem zwei, teilweise auch drei Jahre andauernden Praxistest unterzogen wurden. Bis Sommer 2010 waren noch einige Busse, auch aus ursprünglich anderen Städten, bei der HHA in Hamburg im Einsatz. Das Nachfolgemodell ist der Mercedes-Benz Citaro FuelCELL-Hybrid.
Mit dem eCitaro fuel cell gibt es den Bus mit Batterie und als Reichweitenverlängerer dienen eine Brennstoffzelle von Toyota und Wasserstofftanks.

### Rechtslenker-Version

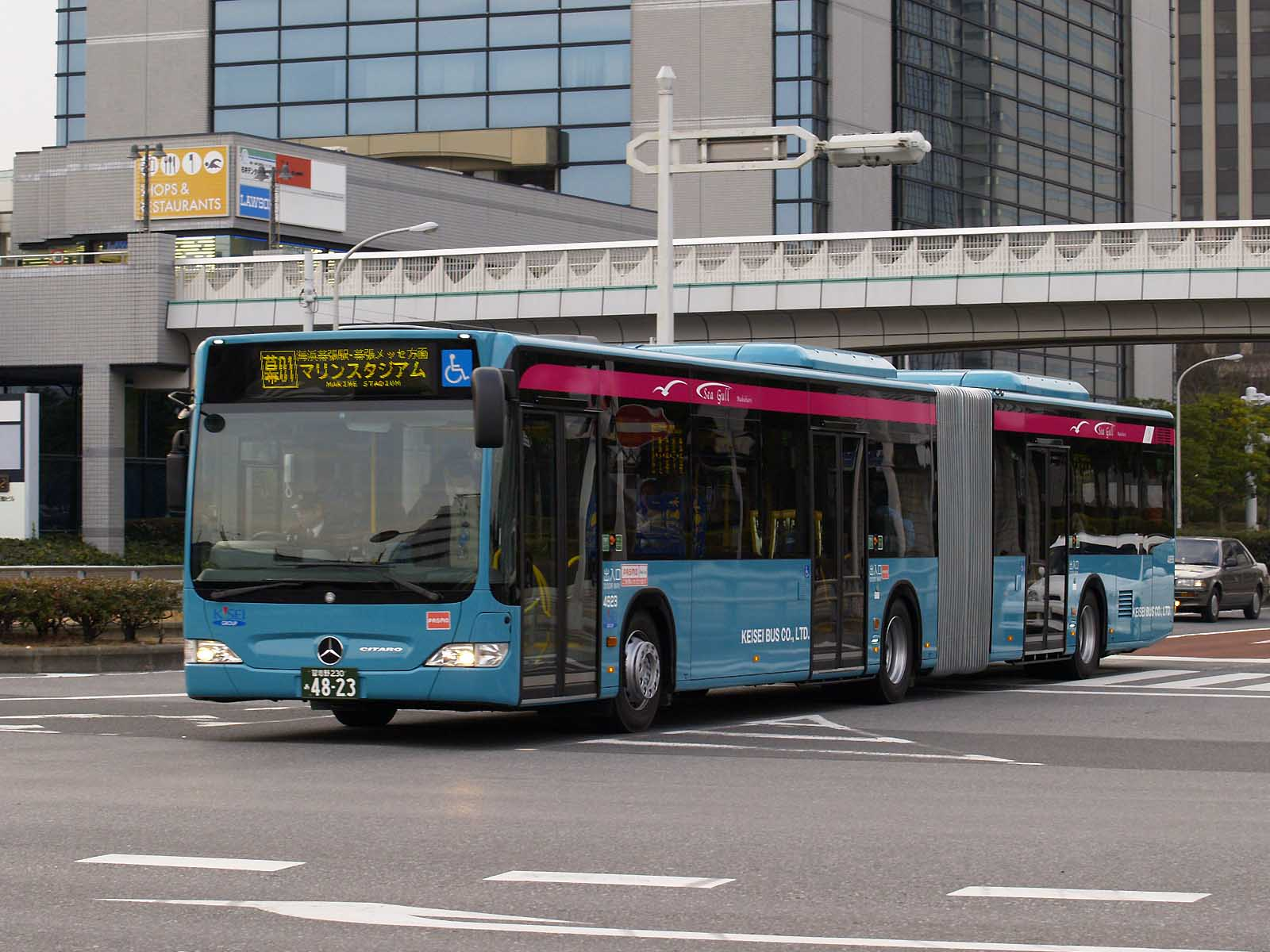
Rechtsgelenkter Citaro G der Makuhari Chiba (Japan)

Der Citaro – insbesondere als O 530, O 530 BZ oder O 530 G – ist auch als Rechtslenker für den Einsatz in Staaten mit Linksverkehr erhältlich. In dieser Ausführung kann aufgrund der Anordnung des Motors keine Tür hinter der letzten Achse eingebaut werden, so dass maximal zwei bzw. beim Gelenkbus drei Türen möglich sind. Als Rechtslenker ist der Citaro jedoch auch mit nur einer bzw. beim Gelenkbus zwei Türen erhältlich, wie es häufig in Großbritannien gefordert wird. Auch gibt es eine Rechtslenker-Version mit zwei Türen auf der linken Seite und einer weiteren Mitteltür auf der rechten Seite, z. B. für den Einsatz als Vorfeldbus auf Flughäfen.

### Spurbus-Version
Im Jahr 2008 wurde der erste von 47 Citaros (insgesamt 16 Solo und 31 Gelenkwagen) mit Spurführung an die Essener Verkehrs-AG (EVAG) geliefert. Die Fahrzeuge wurden auf der Spurbuslinie 146 in Essen eingesetzt. Der erste Linieneinsatz erfolgte nach einigen Testfahrten im Juli 2008. Diese Fahrzeuge ersetzten nach und nach die Fahrzeuge vom Typ O 405 GN (2).

### Hybrid-Version

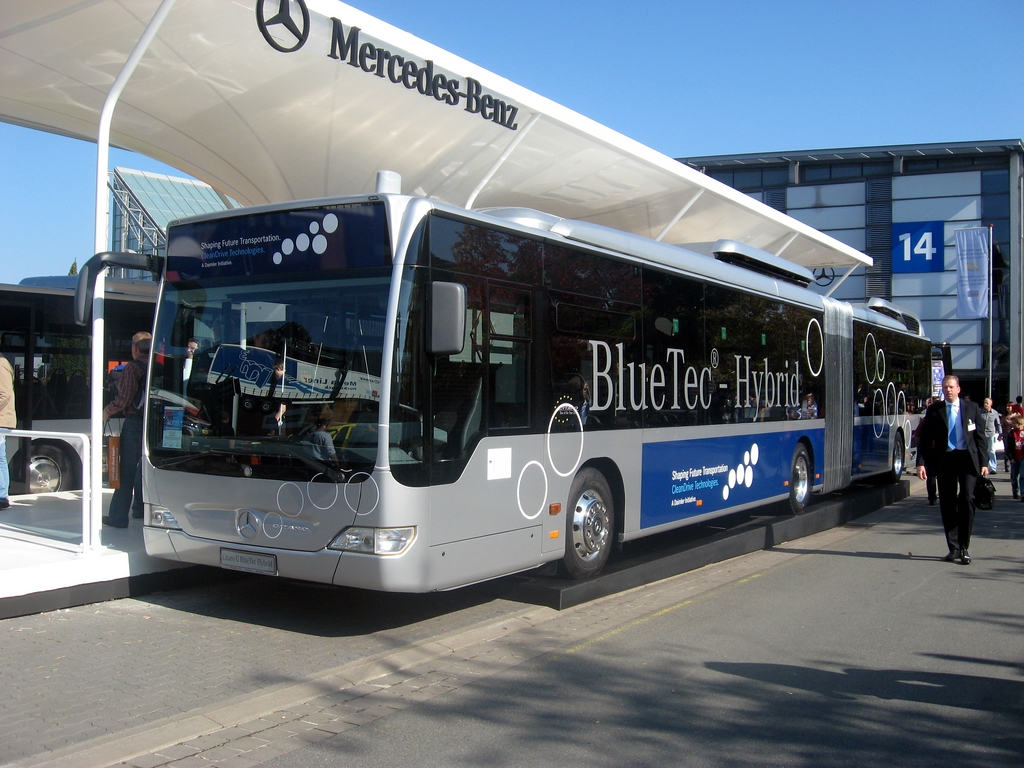
Hybrid-Version des Citaro Facelift

Seit 2010 fahren auch Citaro-Gelenkbusse in Hybridversion bei den Wuppertaler Stadtwerken AG, der Stuttgarter Straßenbahnen AG, Stadtwerke Krefeld AG, Hamburger Hochbahn AG und der Mülheimer Verkehrsgesellschaft mbH. Für die Verkehrsunternehmen Ruhrbahn GmbH, Duisburger Verkehrsgesellschaft, Münchner Verkehrsgesellschaft, NEW mobil und aktiv Mönchengladbach GmbH, Hamburger Hochbahn und RSAG wurden Hybrid-Busse hergestellt. Die Stadtwerke Graz waren in Österreich der erste große Kunde für Hybrid-Citaro-G. Die Dresdner Verkehrsbetriebe (acht Stück) und Leipziger Verkehrsbetriebe (drei Stück) setzten ab Mai 2011 Citaro-Hybrid-Busse ein. Ebenfalls hat Aktivbus Flensburg Hybrid-Citaros angeschafft. Und seit Ende 2020 hat Schröder Reisen (Ulm/Berlin) 5 Hybrid-Citaro-Gelenkbusse für Schienenersatzverkehre im Einsatz. Mittlerweile fahren Citaro-Hybridbusse auch bei der Mainzer Verkehrsgesellschaft, der Stadtwerke Ulm und weiteren deutschen Verkehrsbetrieben. Die Busse verfügen über einen seriellen Hybridantrieb: Ein 160-kW-Dieselmotor speist per Generator einen Zwischenkreis mit Lithium-Akkus, der wiederum den eigentlichen Antrieb, vier Elektromotoren (Radnabenmotoren) mit einer Nenn-Gesamtleistung 320 kW an der 2. und 3. Achse, versorgt. Unterhalb einer Geschwindigkeit von 30 Kilometer pro Stunde schaltet der Dieselmotor ab, so dass im Haltestellenbereich und im Stop-and-Go-Verkehr abgasfrei gefahren wird. Beim Bremsen und bei Gefällefahrten wirken die E-Motoren als Generatoren und laden die Akkumulatoren auf. Wenn die Ladung der Akkus etwa auf die Hälfte der Kapazität sinkt, schaltet der Dieselmotor ein. Dieser ist nur etwa halb so groß dimensioniert wie bei vergleichbaren Fahrzeugen mit herkömmlicher Kraftübertragung. Durch die mechanischen Entkopplungen von den Radantrieben kann der Dieselmotor mit konstanter Drehzahl im optimalen Drehzahlbereich laufen, insbesondere der Anfahrlärm bei herkömmlicher Kraftübertragung durch Hochdrehen des Motors entfällt. Durch das hohe Gewicht der Akkus ist der Bus allerdings um etwa 1½ Tonnen schwerer als ein vergleichbarer Gelenkbus. Der Kraftstoffverbrauch rein für den Antrieb liegt etwa um ein Drittel niedriger als bei einem konventionellen Bus. Jedoch benötigen Heizung des Fahrgastraumes, Klimaanlage und Hilfsbetriebe weiterhin zusätzliche Energie. Dem Diesel-Hybrid-Antrieb kommt eine Schlüsselfunktion zu als Produktplattform für alle Arten elektrischer Antriebe und Leistungsübertragung, ob durch Brennstoffzelle, Oberleitung, Induktion oder sonstige Möglichkeiten. Auch werden noch leistungsfähigere und leichtere Akkus angestrebt, um das Nutzlast-Totlast-Verhältnis weiter zu verbessern.

### Mild Hybrid-Version

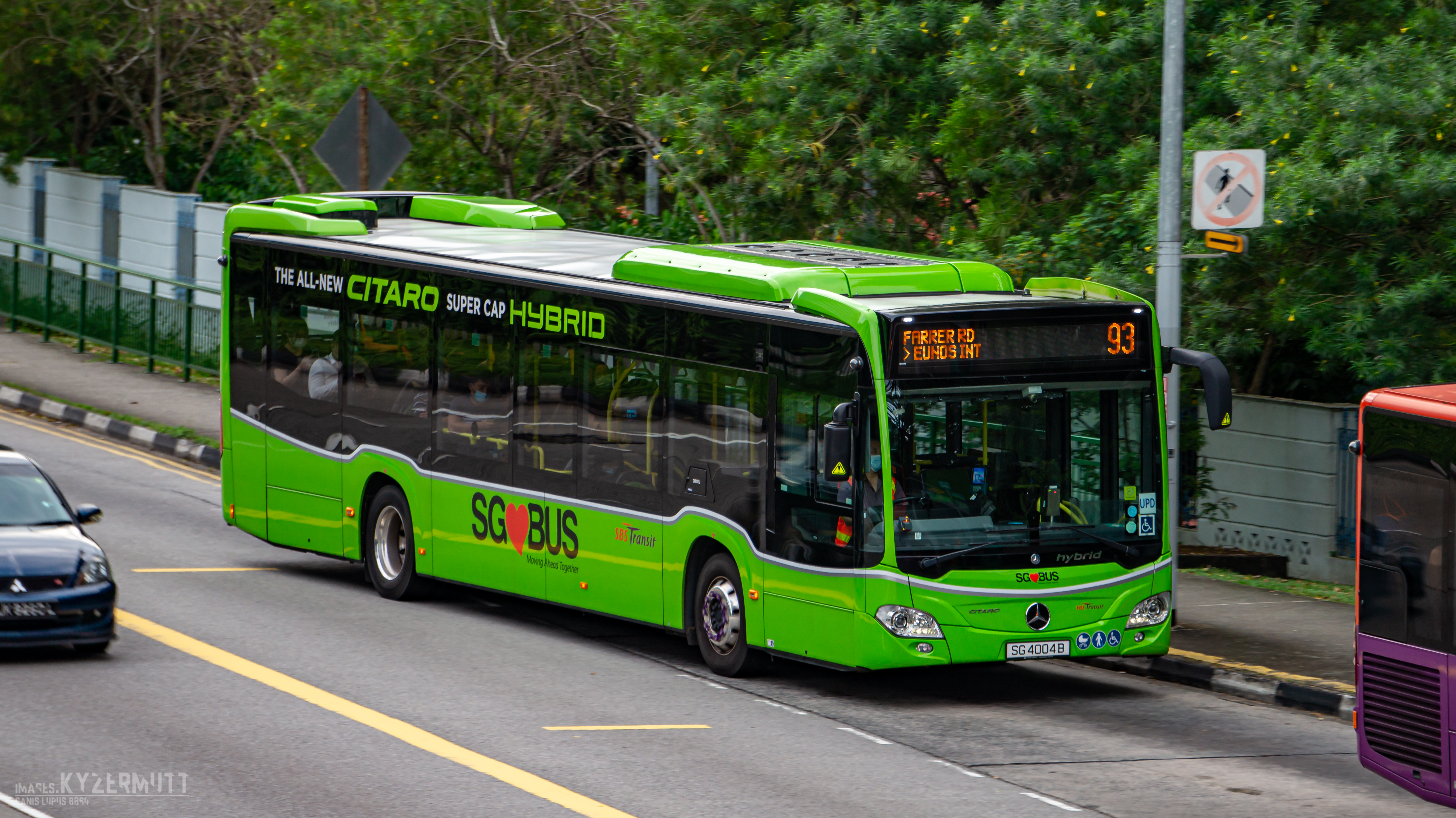
Mild Hybrid-Version des Citaros mit Supercap Dachbox

Seit 2018 wird für die Citaro Diesel- und Gasbusse ein Mild Hybridmodul gegen einen Aufpreis zwischen 10.000 € und 15.000 € angeboten. Das System besteht aus einem 14 kW Elektromotor zwischen Getriebe und Dieselmotor, welcher im Leerlauf, beim Ausrollen und beim Bremsen elektrische Energie erzeugt und über ein Rekuperationsmodul in Supercaps zwischenspeichert. Die Supercaps sind in einer Dachbox im Heckbereich des Fahrzeuges montiert. Beim Anfahren wird der Dieselmotor in seiner Leistung gedrosselt und durch den Elektromotor unterstützt. Hierdurch sollen 8,5 % Kraftstoffeinsparung möglich sein. Im Leerlauf wird der Dieselmotor leicht geboostet, wodurch sich dessen Wirkungsgrad verbessert. Der Inverter arbeitet mit 48 V, wodurch die Aufwende vorheriger Hochvoltsysteme entfallen. Im Gegensatz zu früheren Hybridsystemen mit mehr Leistung soll sich dieses möglichst einfache System für die Betreiber ganz ohne staatliche Förderung nach vier Jahren im Betrieb durch Krafteinsparungen amortisieren.

### Batterie-Version (eCitaro)

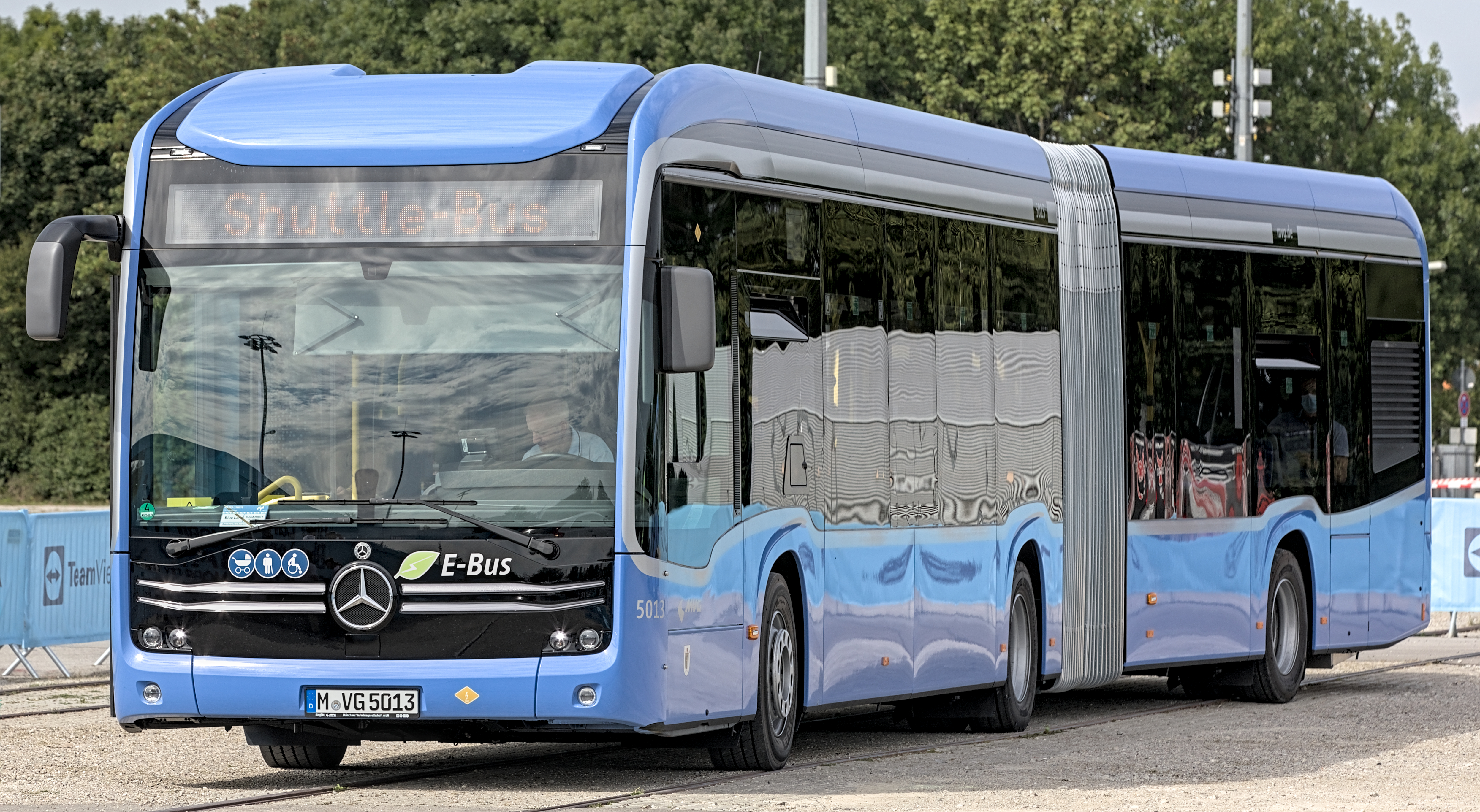
eCitaro G auf der IAA 2021 als Shuttle-Bus

Die eCitaro mit vollelektrischem Antrieb wurden nach einem Test- und Erprobungszyklus im September 2018 auf der IAA Nutzfahrzeuge vorgestellt. Seit November 2018 sind sie mit elektrischem Klimasystem in Hamburg und seit März 2019 in Berlin im Einsatz. Seit Dezember 2019 sind 10 eCitaros in Wiesbaden im Einsatz. Die weiteren 110 bestellten Busse sollen mit Feststoff-Akkus ausgerüstet werden, die eine größere Reichweite haben. Die Stadt Wiesbaden besitzt ESWE Verkehr mit 121 eCitaros (Stand: März 2025) die größte Flotte Deutschlands. Im Januar 2020 wurden 16 eCitaros an die VHH in Hamburg-Bergedorf übergeben.

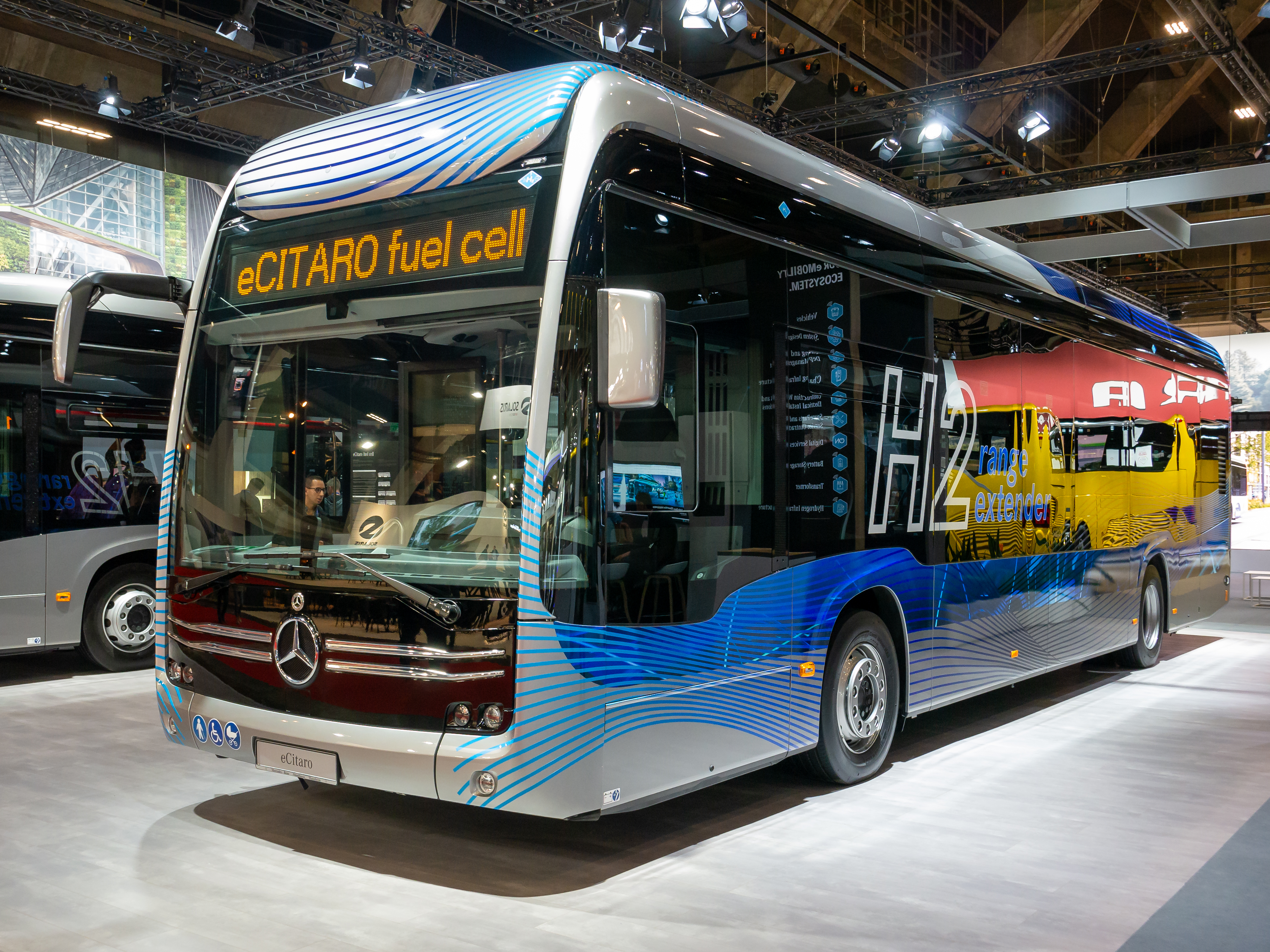
eCitaro Fuel Cell auf der Busworld 2023

Weitere Busse der Reihe eCitaro sind seit Januar 2019 bei der RNV in Heidelberg und Mannheim, bei der ASEAG in Aachen seit Oktober 2019, bei der RSV in Reutlingen seit 2019, bei den Stadtwerken Heilbronn desselben Jahres, bei den Stadtwerken in Tübingen seit Anfang 2020 und seit Juni 2020 sind sechs eCitaro in Darmstadt im Einsatz. Die Stadtwerke Maintal haben Anfang 2021 einen eCitaro angeschafft. Bei der SL Lübeck sind ebenso seit 2022 eCitaro im Einsatz. Weiterhin haben die Stadtwerke Regensburg seit Juli 2021 sechs eCitaro im Einsatz. Bei der NEW Mönchengladbach sind 4 Exemplare im Einsatz. Die üstra Hannover hat Ende 2020 13 eCitaro Solobusse und Ende 2021 8 eCitaro Gelenkbusse in Betrieb genommen sowie eine weitere Bestellung von dann gesamt 48 eCitaros bis 2023 abgeschossen. Rostock hat ebenfalls 2021 2 eCitaros in Betrieb genommen und zusammen mit Warnemünde und Ludwigslust 45 weitere bestellt. Auch die Göttinger Verkehrsbetriebe haben Anfang 2022 sechs eCitaros in den Linienbetrieb aufgenommen. Seit dem 9. August 2022 setzen auch die Dresdner Verkehrsbetriebe eCitaro-Busse ein. Für die 22 km lange Linie 68 wurden 18 Gelenkbusse eCitaro G und für die 9,3 km lange Linie 81 zwei eCitaro-Solobusse beschafft. Die Fahrzeuge werden auf steigungsreichen Linien eingesetzt. Die Ladung der Batterien erfolgt im Depot bzw. an den Endpunkten. Seit Dezember 2023 verkehren bei den Wiener Linien zehn dreitürige eCitaro-Solobusse. Sie werden zwischen den Fahrten bei einer Schnellladestation geladen. Nachts werden sie in der Garage Siebenhirten abgestellt und aufgeladen. Die Stadtwerke Ulm/Neu-Ulm beschafften im Sommer 2024 vier eCitaro G.
Der eCitaro-Solobus ist mit zwei oder drei Türen erhältlich. Je nach gewünschter Reichweite kann der Bus mit einer unterschiedlichen Anzahl an Batteriemodulen bestückt werden. Ab Serienstart ist eine Bestückung mit sechs bis zwölf Modulen aus NMC-Batteriezellen und einem Energieinhalt von 146 bis 292 kWh erhältlich. Seit 2020 kommen NMC-Batteriezellen mit einem höheren Energieinhalt zum Einsatz, dadurch steigt der Gesamtenergieinhalt auf 198 bis 396 kWh. Alternativ stehen Varianten mit Festkörperbatterien zur Verfügung, hier beträgt der Energieinhalt 252 bis 441 kWh, aufgeteilt in vier bis sieben Module. Die Batteriesysteme wurden bis 2021 von Akasol, dann nach der Übernahme durch Borg Warner von der BorgWarner Akasol AG hergestellt. Das zulässige Gesamtgewicht des Fahrzeugs liegt bei 20.000 kg. Der Antrieb erfolgt über eine Elektroportalachse mit zwei wassergekühlten Asynchronmotoren (je 120 kW) vom Zulieferer ZF Friedrichshafen (ZF AVE 130). Die Dresdner Busse weisen drei Türen, eine Batteriekapazität von 270 kWh sowie einen auf dem Dach vormontierten Stromabnehmer der Firma Schunk zum Nachladen auf und bieten 70 Fahrgästen Platz. Der Antrieb erfolgt über zwei Elektromotoren von je 125 kW Leistung. Die Mindestreichweite beträgt unter ungünstigsten Umständen 120 km. Die Fahrzeuge besitzen eine CO2-Wärmepumpe zum Kühlen und Heizen. Sie besitzen einen Abbiegeassistenten.
Der eCitaro G (Gelenkbus) ist mit drei oder vier Türen erhältlich. Aufgrund des höheren Energieverbrauchs gegenüber dem Solobus können nur die Varianten mit zehn oder zwölf (NMC-Batteriezellen) bzw. sechs oder sieben (Festkörperbatteriezellen) Modulen bestellt werden. Das zulässige Gesamtgewicht des Fahrzeugs liegt bei 30.000 kg. Die Dresdner Busse haben eine Länge von 18 Metern, besitzen eine Kapazität von 330 kWh und besitzen einen auf dem Dach montierten Pantographen zum Nachladen unterwegs. Sie bieten Platz für 131 Fahrgäste. Angetrieben werden die Busse von vier Elektromotoren mit einer Leistung von je 125 kW. Die Mindestreichweite beträgt wie beim Solobus 120 km. Die Fahrzeuge besitzen wie die Solobusse eine CO2 Wärmepumpe zum Kühlen und Heizen. Auch sie besitzen Abbiegeassistent.
Mit dem eCitaro fuel cell gibt es den Bus mit Batterie und als Reichweitenverlängerer dienen eine Brennstoffzelle von Toyota und Wasserstofftanks. Der Akku hat eine maximale Kapazität von 392 kWh.

### Oberleitungsbusse

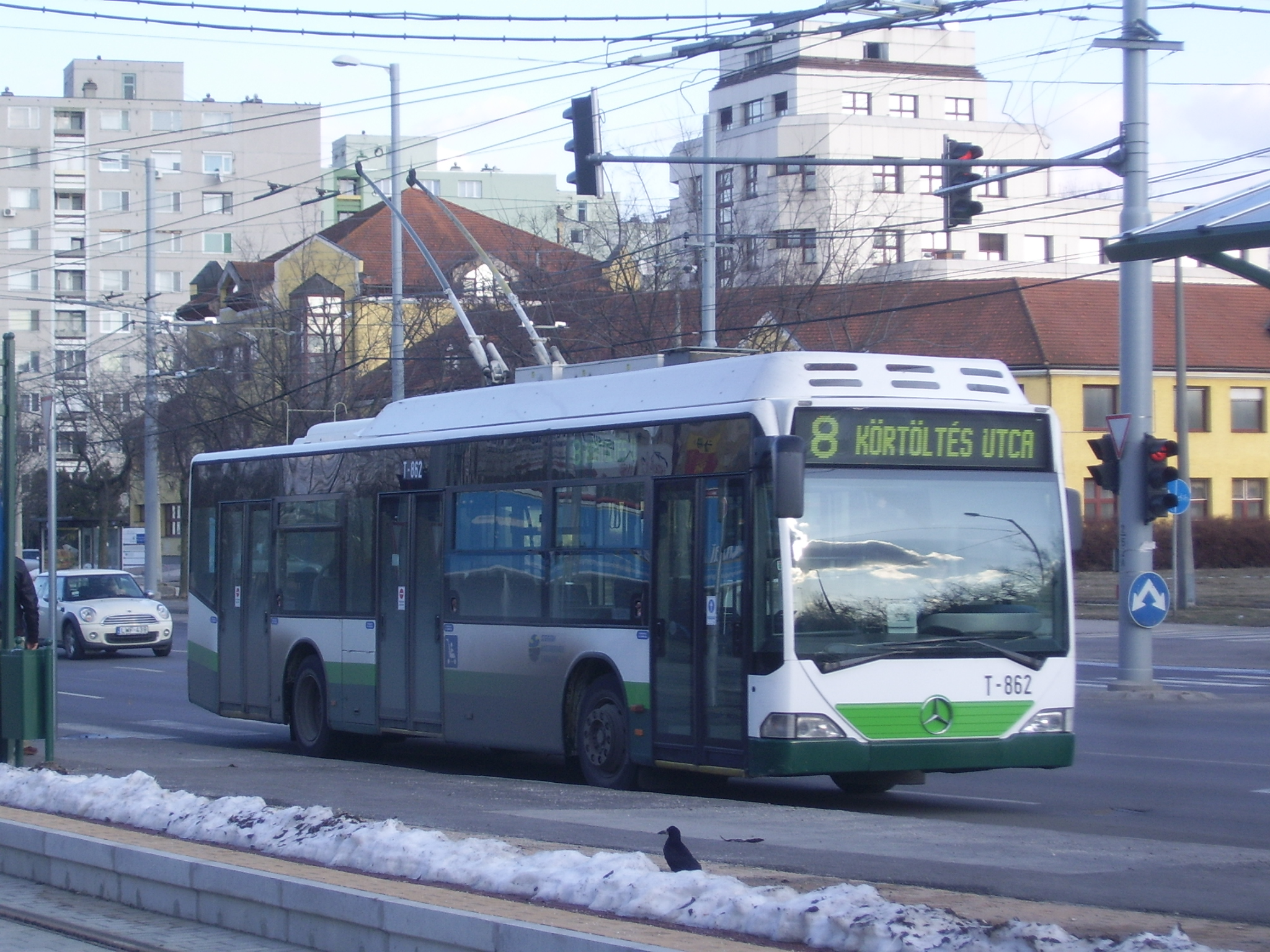
Citaro-Oberleitungsbus in Szeged

Weil EvoBus selbst keine Oberleitungsbusse anbietet, bauten die Verkehrsbetriebe der ungarischen Stadt Szeged in den Jahren 2006 bis 2010 in Eigenregie sechs gebraucht erworbene Citaro-Solowagen zu Oberleitungsbussen um. Hiervon erhofft man sich Einsparungen bei der Ersatzteilbevorratung – diese kann gemeinsam mit den gleichartigen Dieselbussen der Spenderbaureihe erfolgen – sowie geringere Anschaffungskosten gegenüber serienmäßig hergestellten Oberleitungsbussen. Die abgeänderte Typenbezeichnung lautet O 530 Tr12, die sechs Wagen tragen die Betriebsnummern T-860 bis T-865.
2012 gingen außerdem im polnischen Gdynia ebenfalls zwei Citaro-Oberleitungsbusse in Betrieb. Die Wagen mit den Nummern 3053 und 3054 entstanden aus gebraucht erworbenen Dieselbussen des Baujahrs 2002. 3053 (ex B V 1265) stammt von den Berliner Verkehrsbetrieben.

## Motoren und Getriebe
Lieferbar sind in der aktuellen Generation des Citaros insgesamt drei Motorentypen:
- Dieselmotor OM 936/OM 936 h (7,7 Liter Hubraum) mit 220 kW (299 PS) und 1200 Nm oder 260 kW (354 PS) und 1400 Nm
- Dieselmotor OM 470 (10,7 Liter Hubraum) mit 265 kW (360 PS) und 1700 Nm, oder 290 kW (394 PS) und 1900 Nm
- Erdgasmotor M 936 G

Nachdem die Dieselmotoren ab Herbst 2001 die Euro-3-Abgasnorm erfüllten, wurden ab Oktober 2006 Dieselmotoren eingebaut, die die Euro-4-Norm oder sogar die Euro-5-Norm bzw. den EEV-Standard erfüllten. Dazu ist neben einem Rußpartikelfilter das mit der Harnstofflösung AUS 32 arbeitende BlueTec-System erforderlich. 2012 kamen im Fahrzeug erstmals Motoren zum Einsatz, die die Euro-6-Norm erfüllten.
Die Motoren können mit folgenden Getriebevarianten kombiniert werden:
- ZF Ecomat (bis einschl. Euro 5/EEV), EcoLife (ab Euro 5/EEV), Sechs-Stufen-Automatikgetriebe
- Voith Diwa-Vier-Stufen-Automatikgetriebe

In der ersten Modellreihe waren außerdem Citaro mit der EPS bzw. Telligent-Schaltung, einem teilautomatisierten Schaltgetriebe, erhältlich. Weitere Schalthilfen sind auf Anfrage erhältlich.

## Bus of the Year
Im europäischen Wettbewerb Bus of the Year wurde die Baureihe mehrfach ausgezeichnet:
- 2007: Citaro LE Ü
- 2013: Citaro 2
- 2019: Citaro hybrid

## Galerie

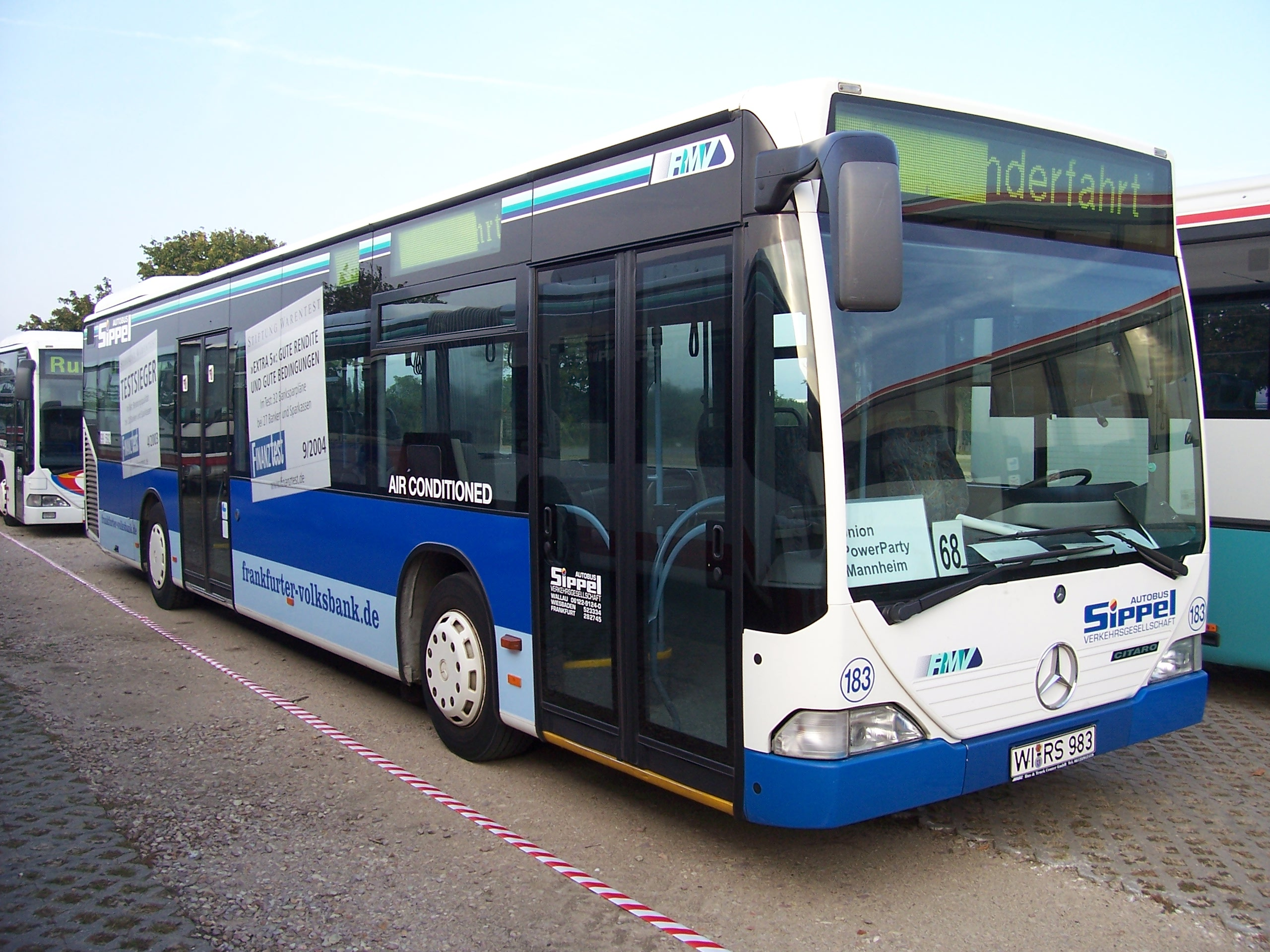
Citaro der 1. Generation vor dem Facelift
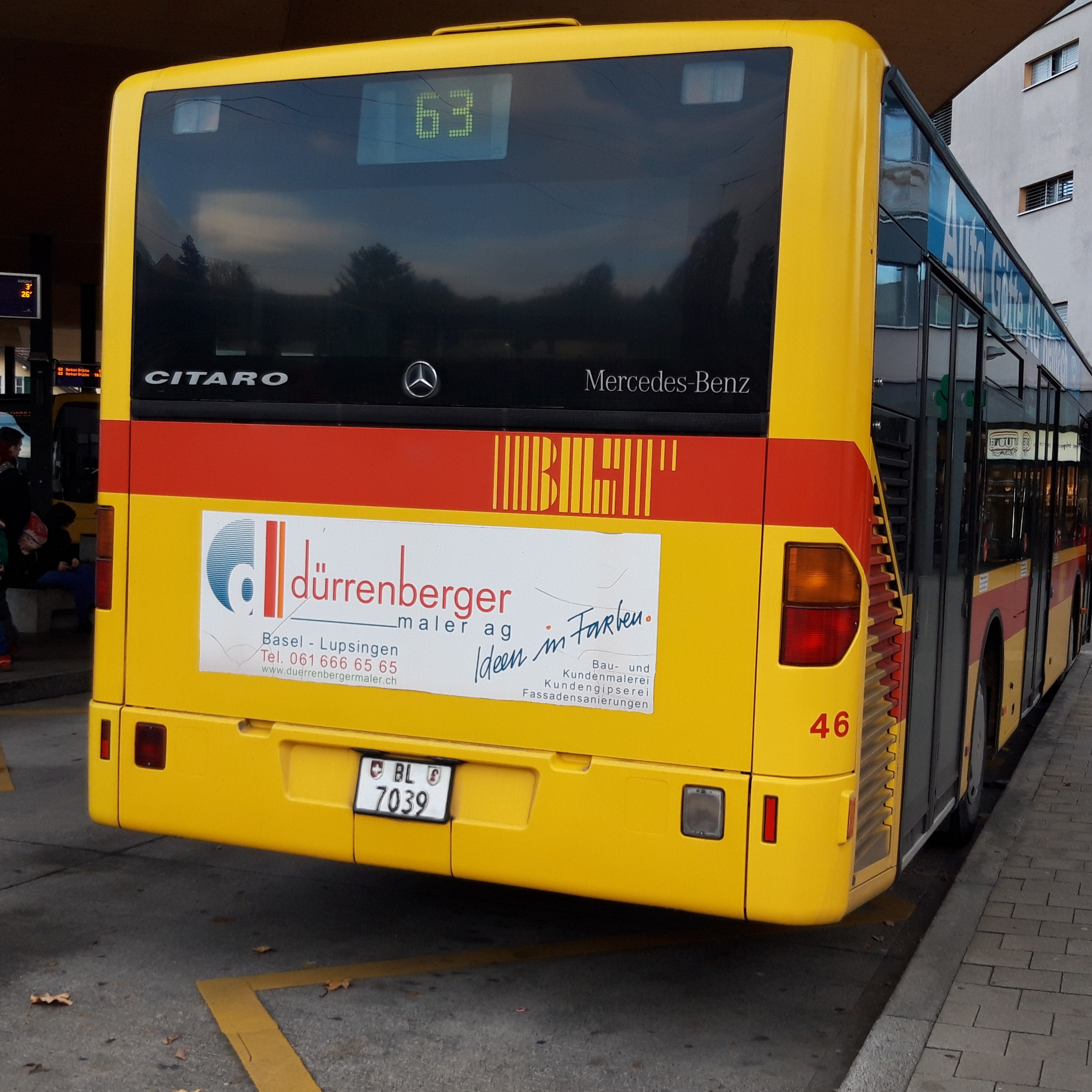
Heck eines Citaro der 1. Generation
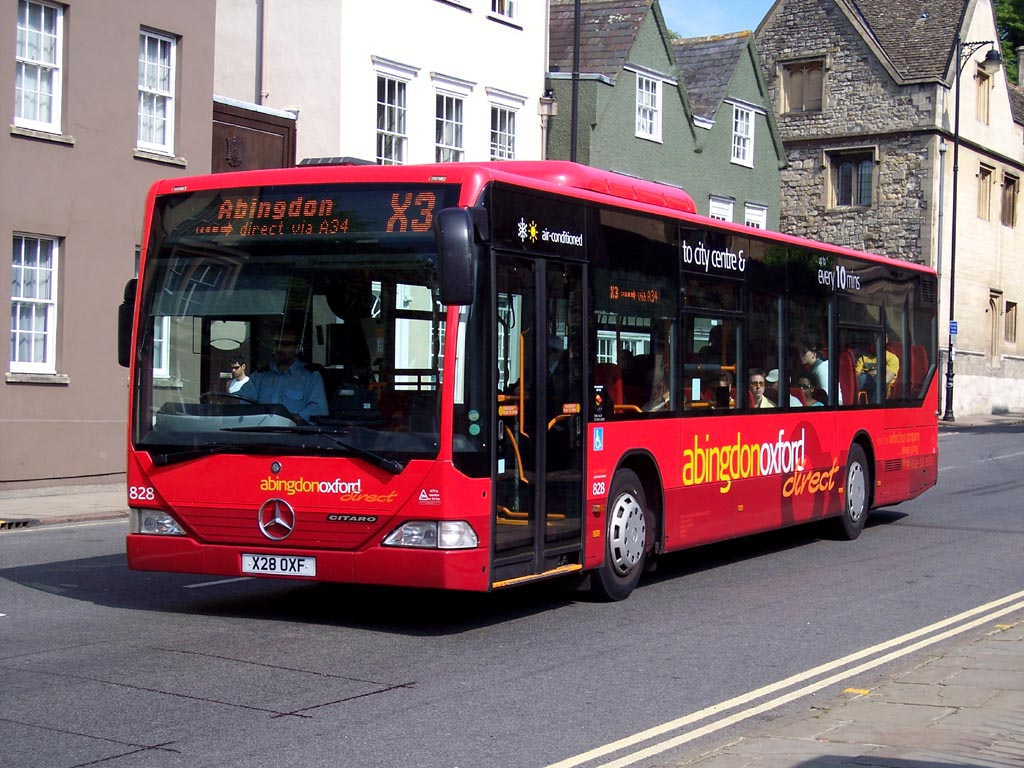
Rechtslenker-Stadtversion mit Überlandfront und nur einer Tür
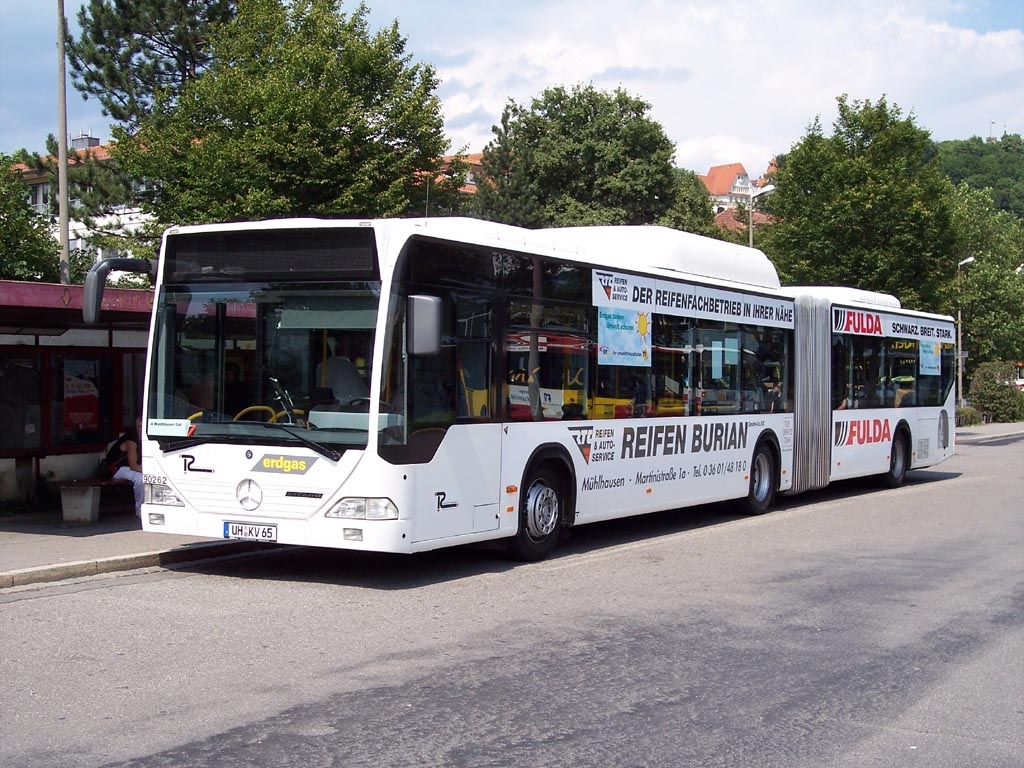
Erdgas-Gelenkbus Citaro G CNG
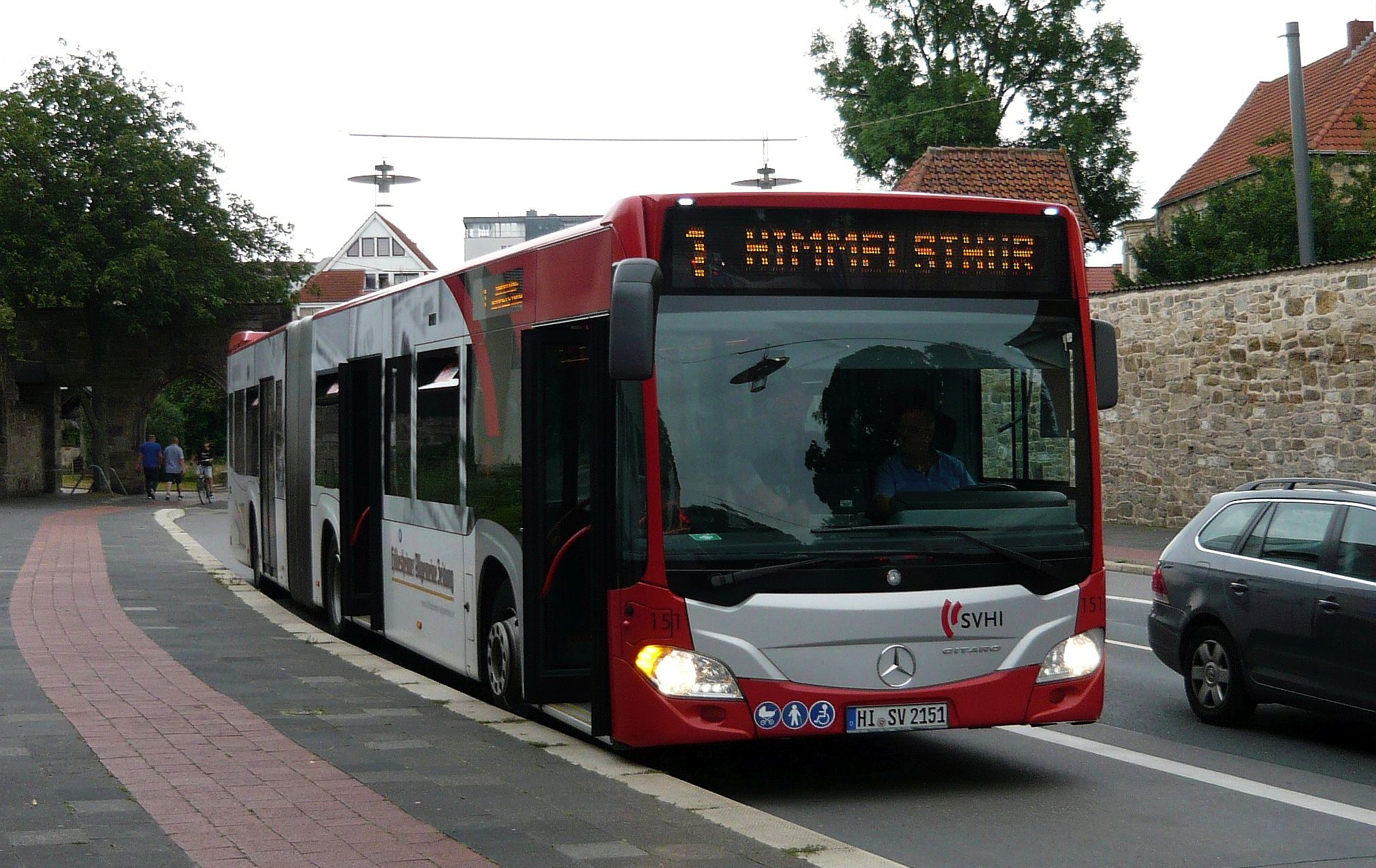
Diesel-Gelenkbus Citaro G
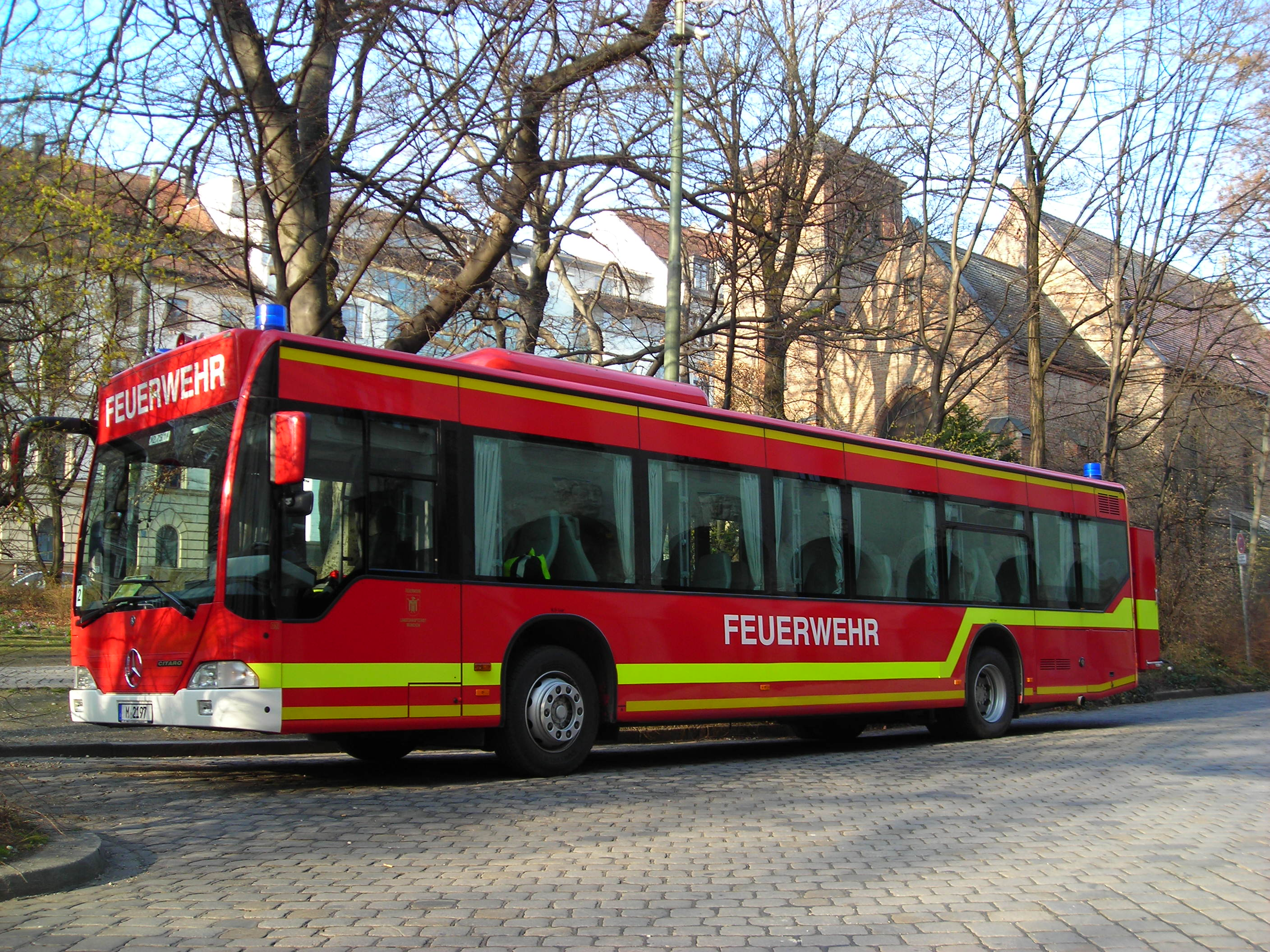
Citaro der Feuerwehr München
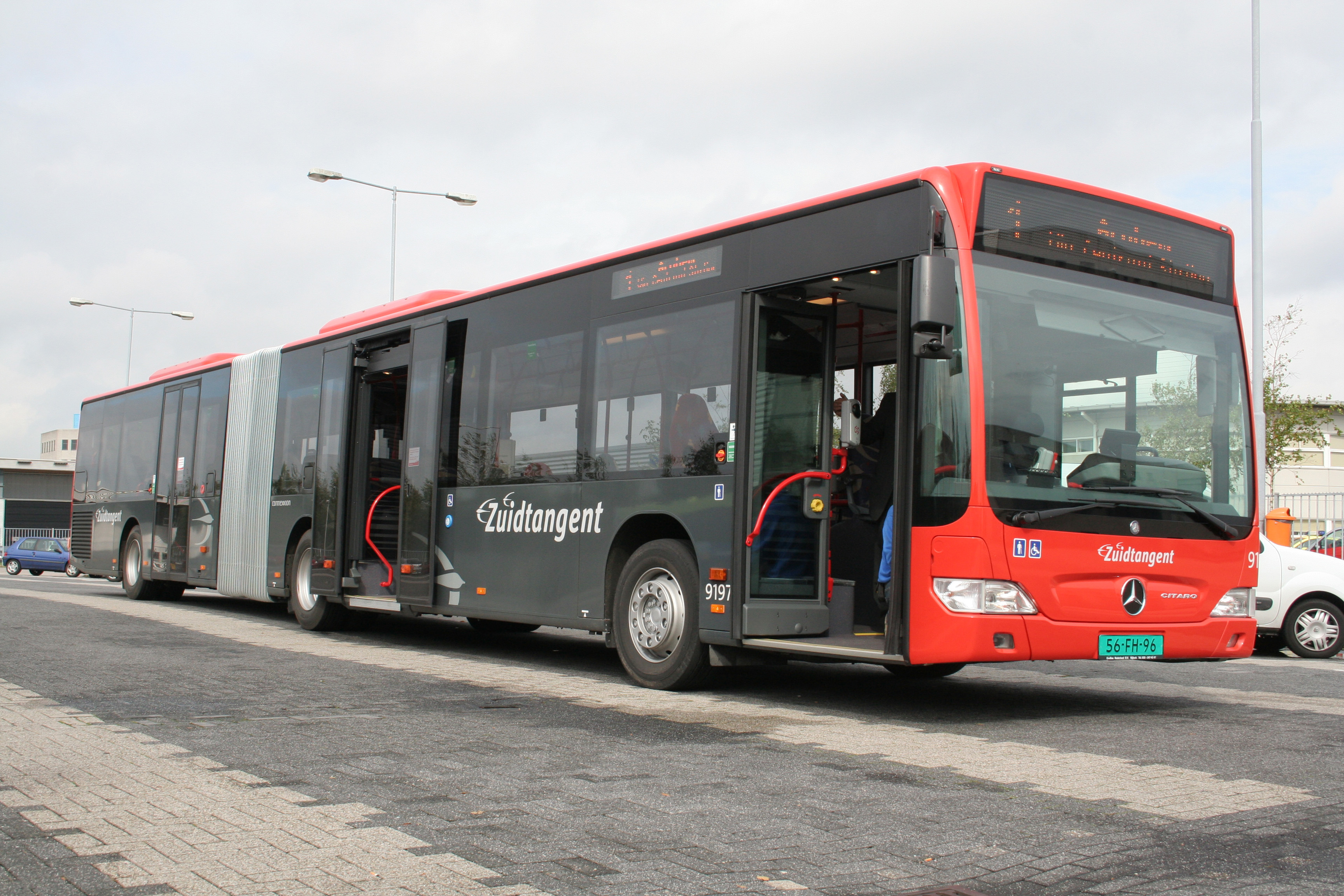
Gelenkbus Citaro G, nach Modellpflege 2006
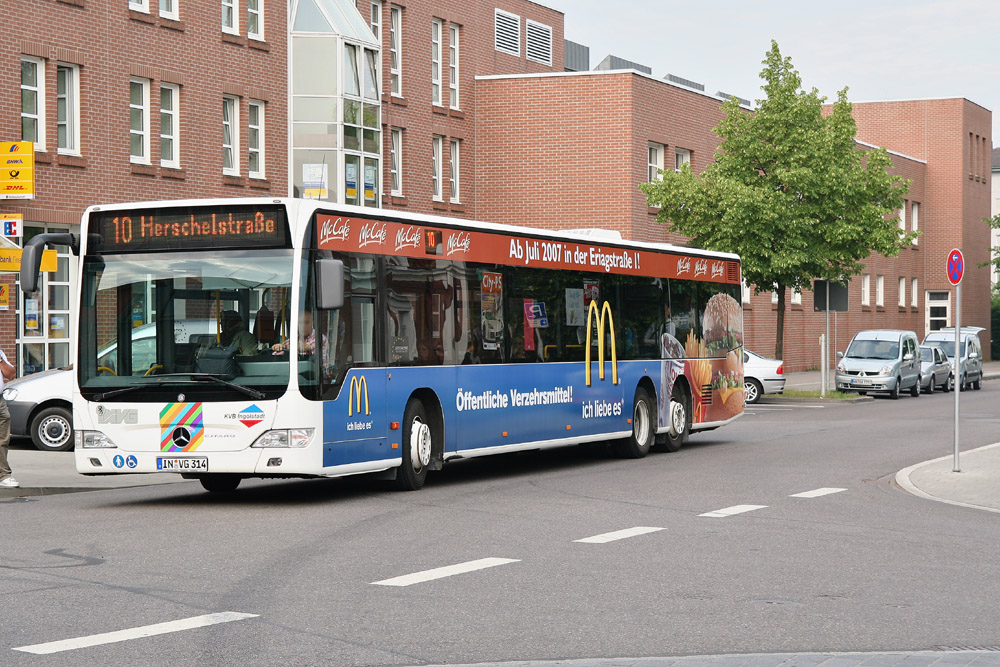
15-Meter-Version Citaro L, nach Modellpflege 2006
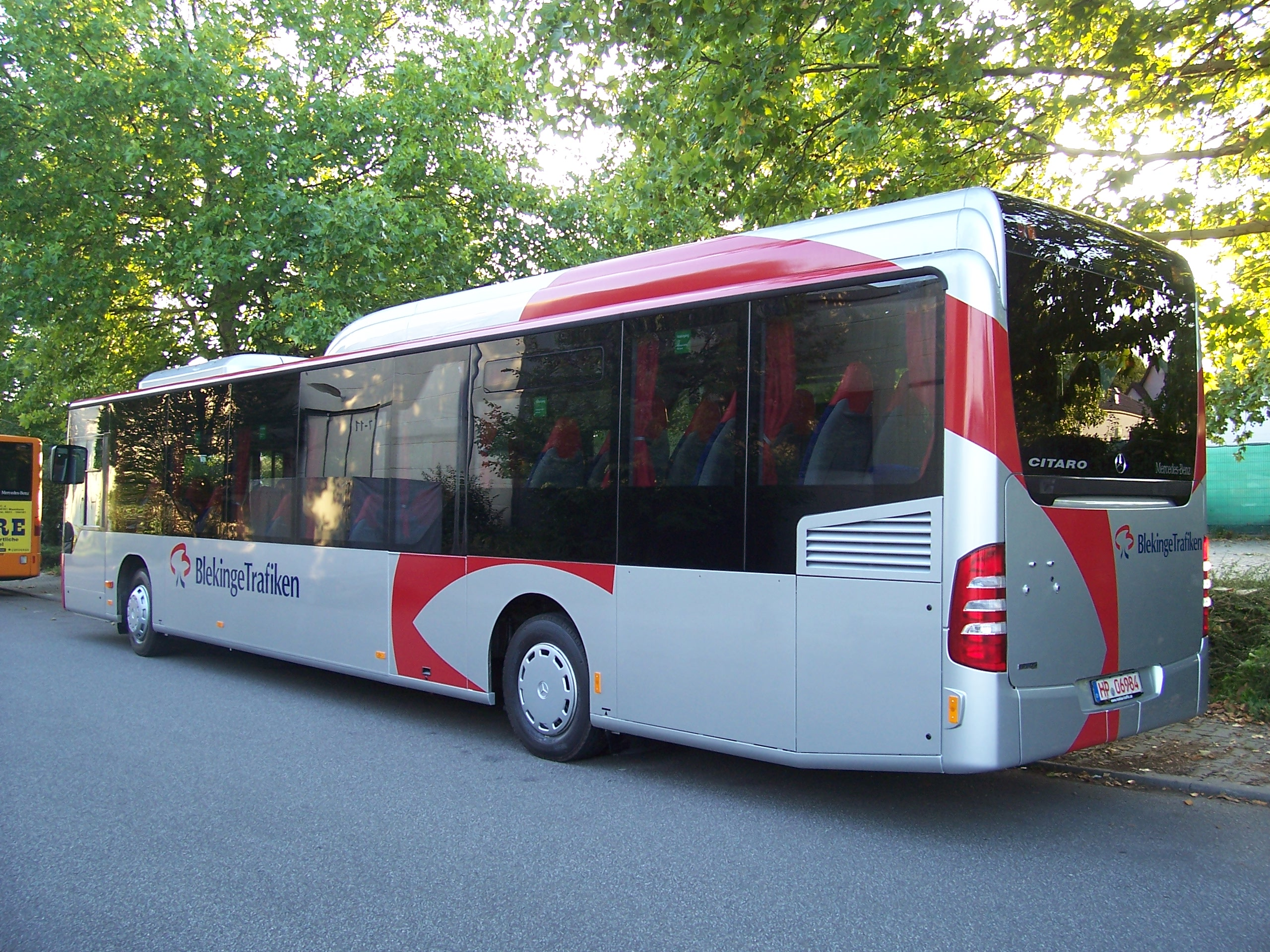
Low-Entry-Bus (verlängerte Version) Citaro LE MÜ
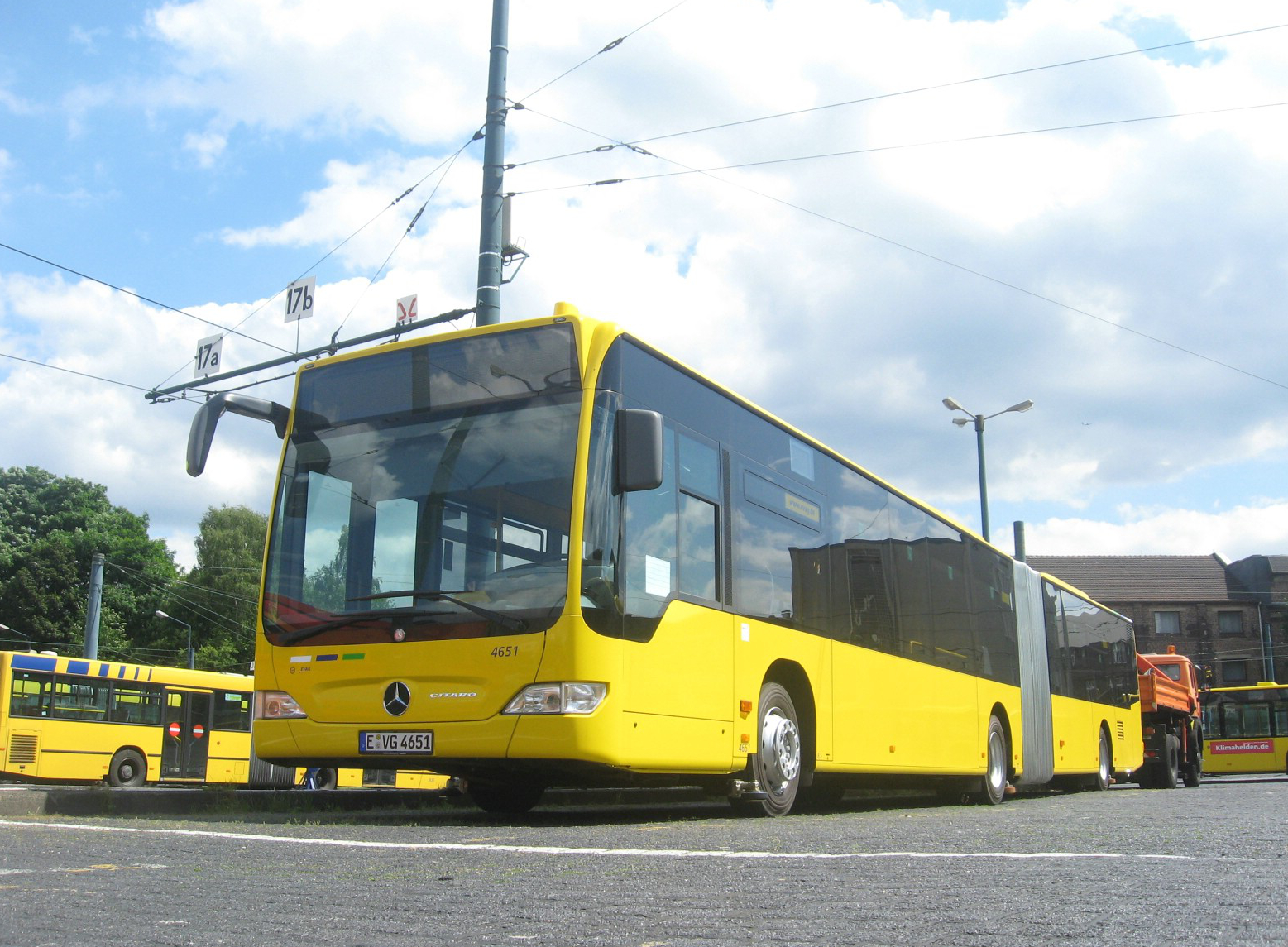
Gelenkbus Citaro G (Facelift) der Ruhrbahn mit Spurbus-Rollen
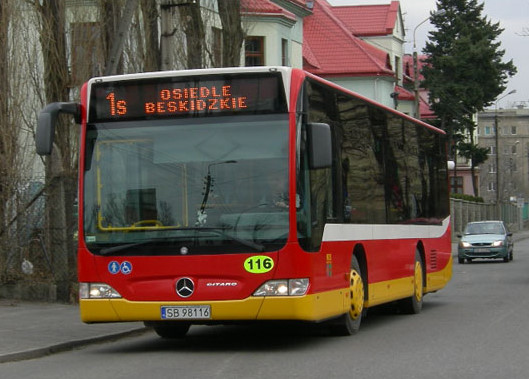
Mercedes-Benz Citaro K – Kurzer Citaro – (O 530 K) der 1. Generation nach dem Facelift in Bielsko-Biała
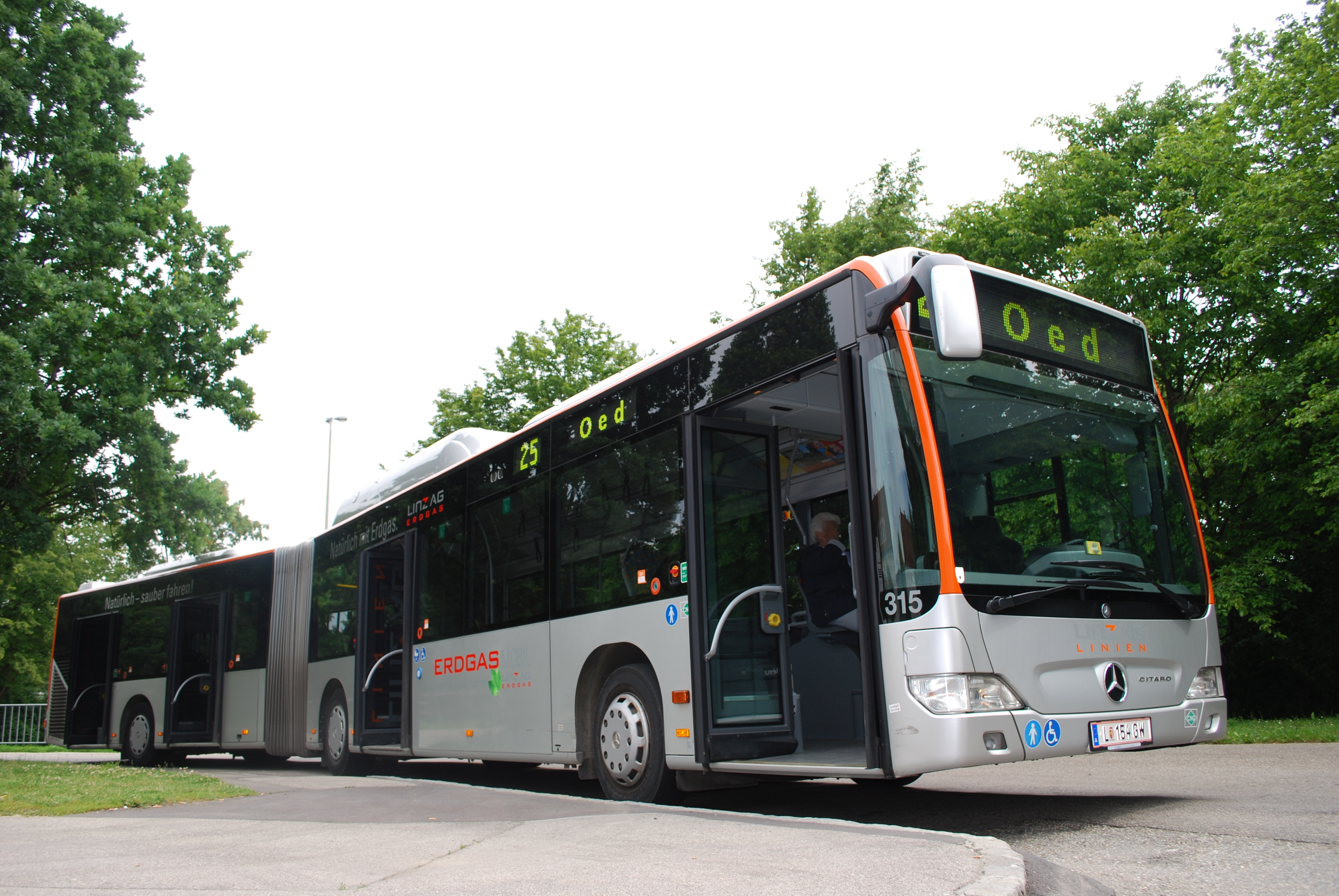
Viertüriger Citaro G der Linz AG
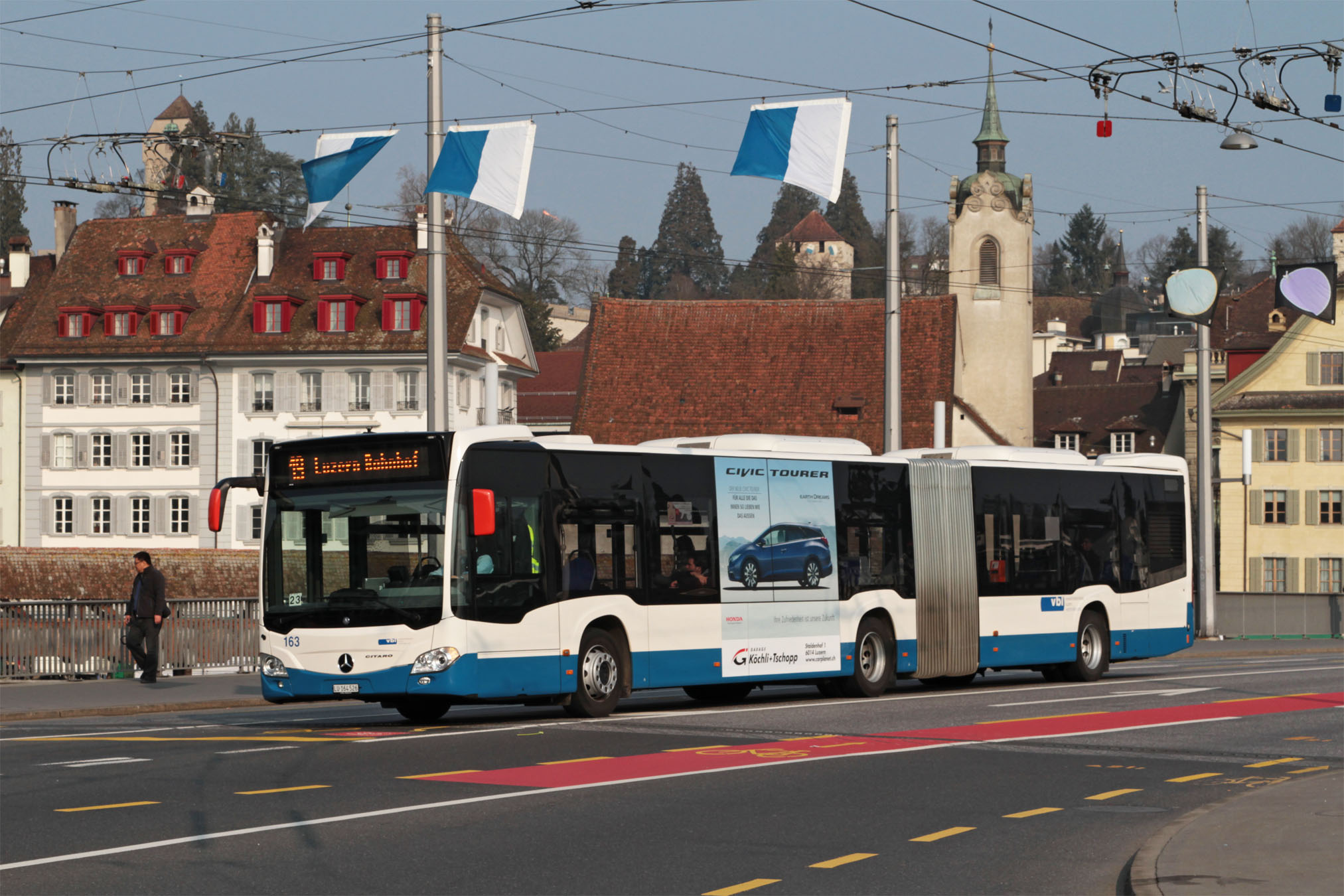
Citaro G der zweiten Generation bei den Verkehrsbetrieben Luzern
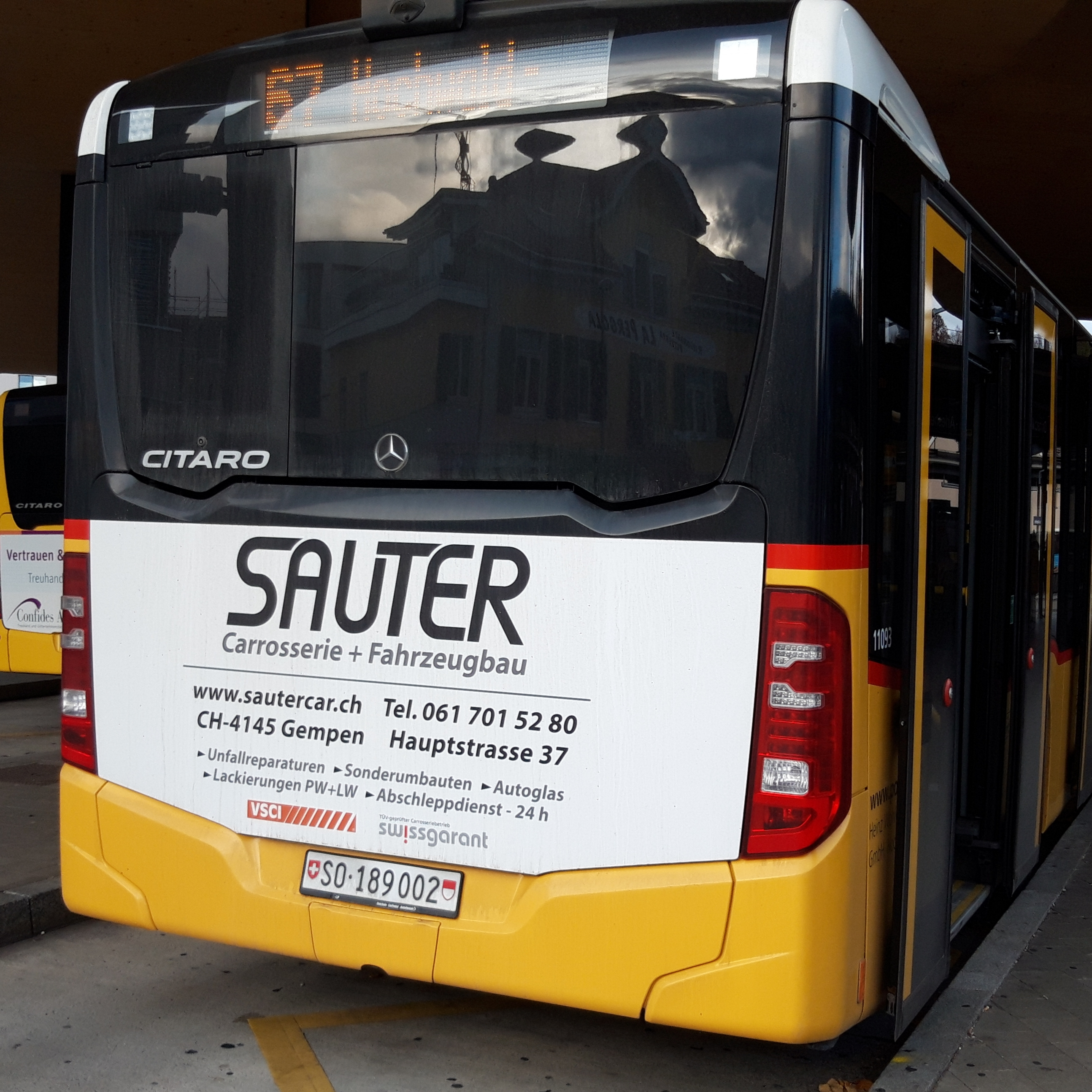
Heck eines Citaro Ü der 2. Generation
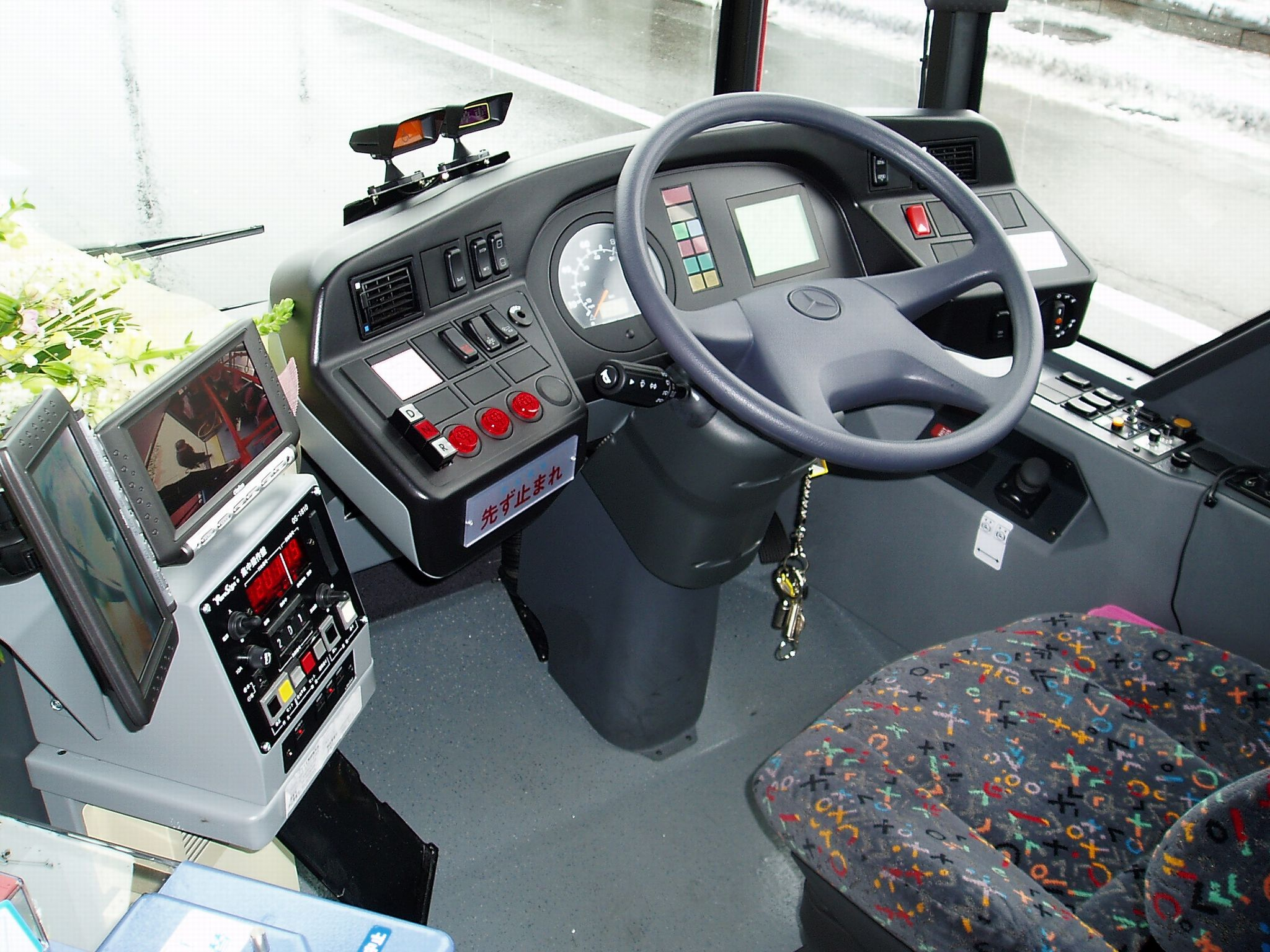
VDV-Fahrerplatz des Citaro (Rechtslenker für den japanischen Markt)
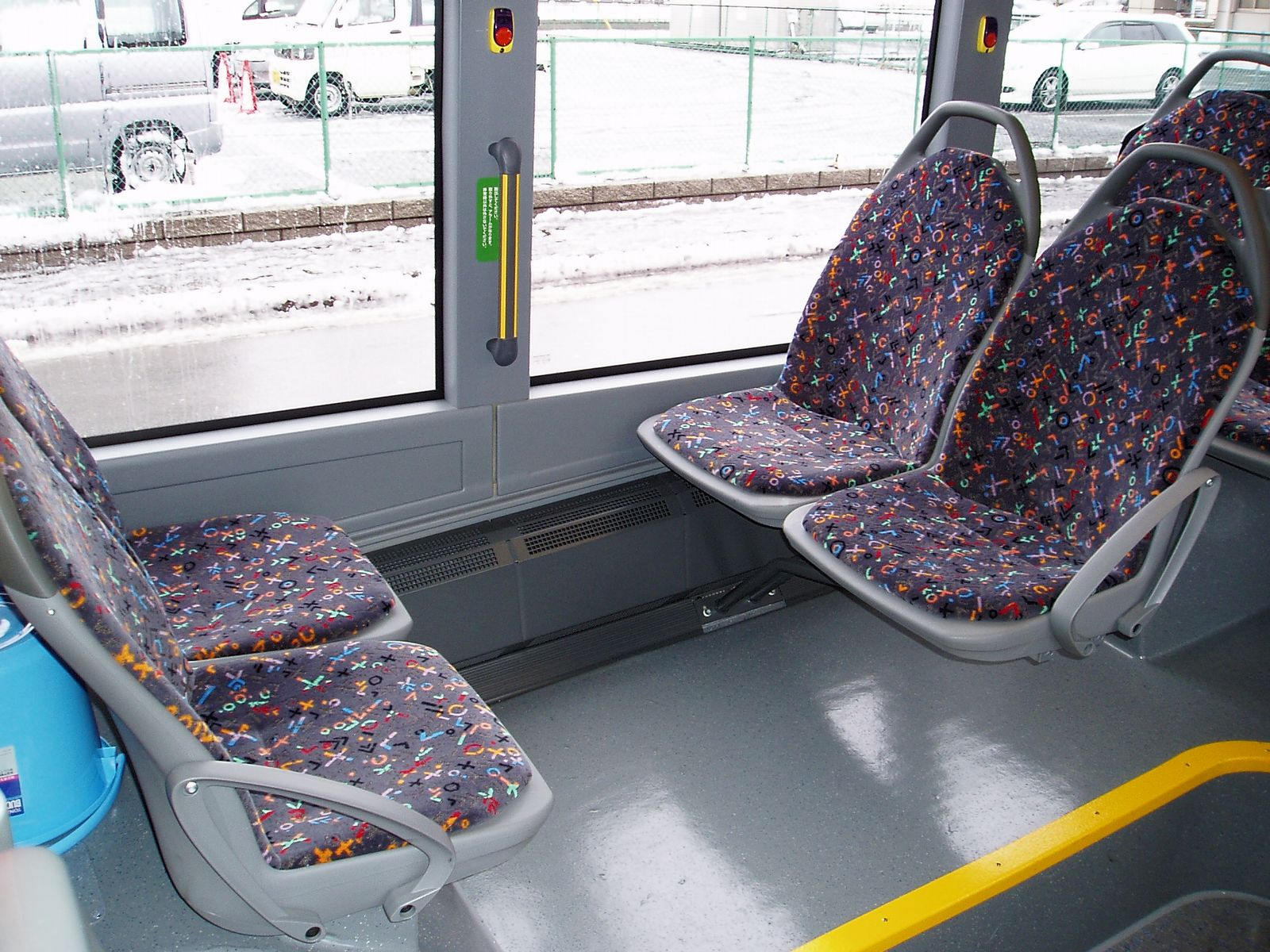
Hecksitzgruppe im Citaro G für den japanischen Markt
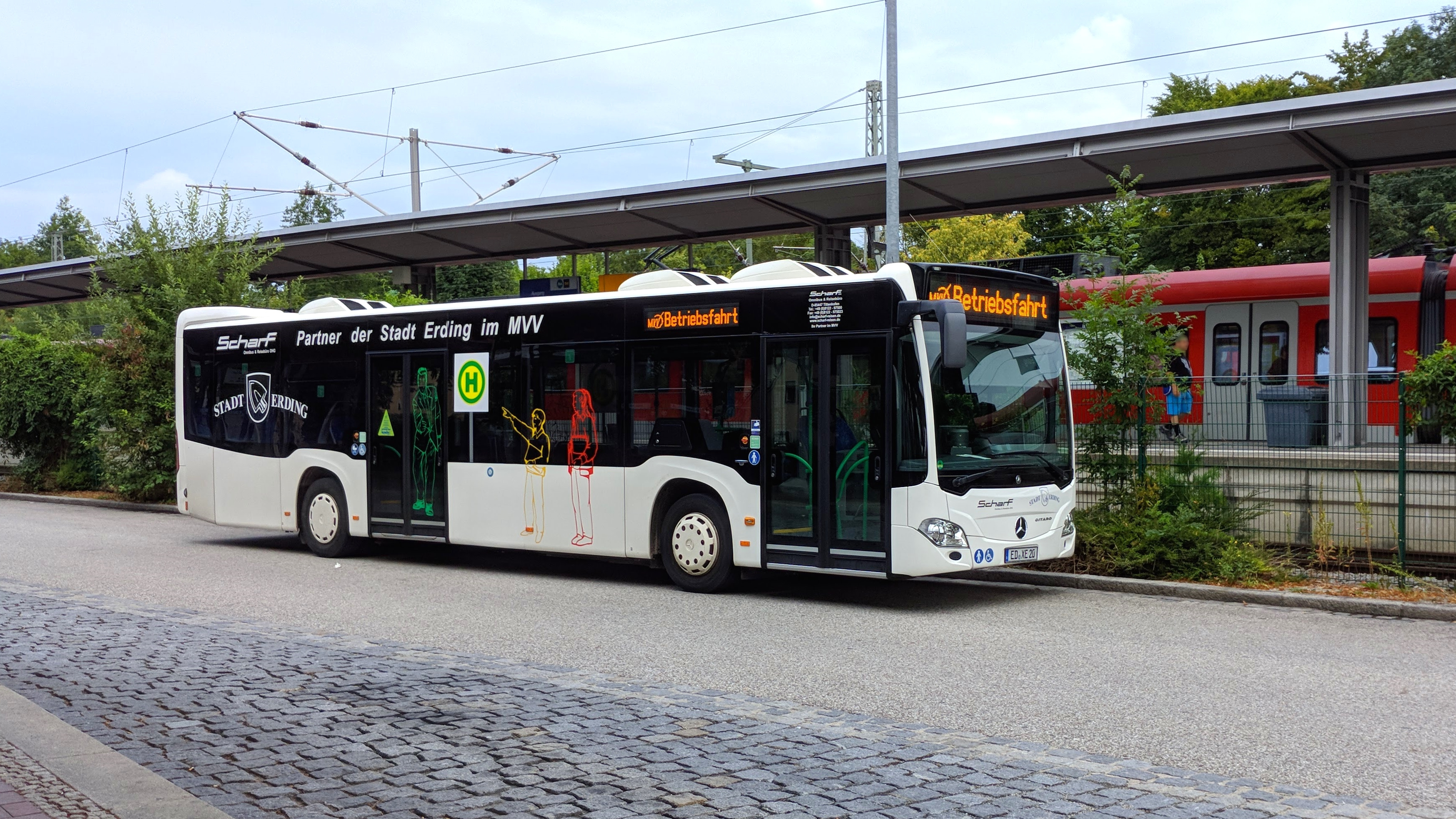
Citaro-Solobus der 2. Generation
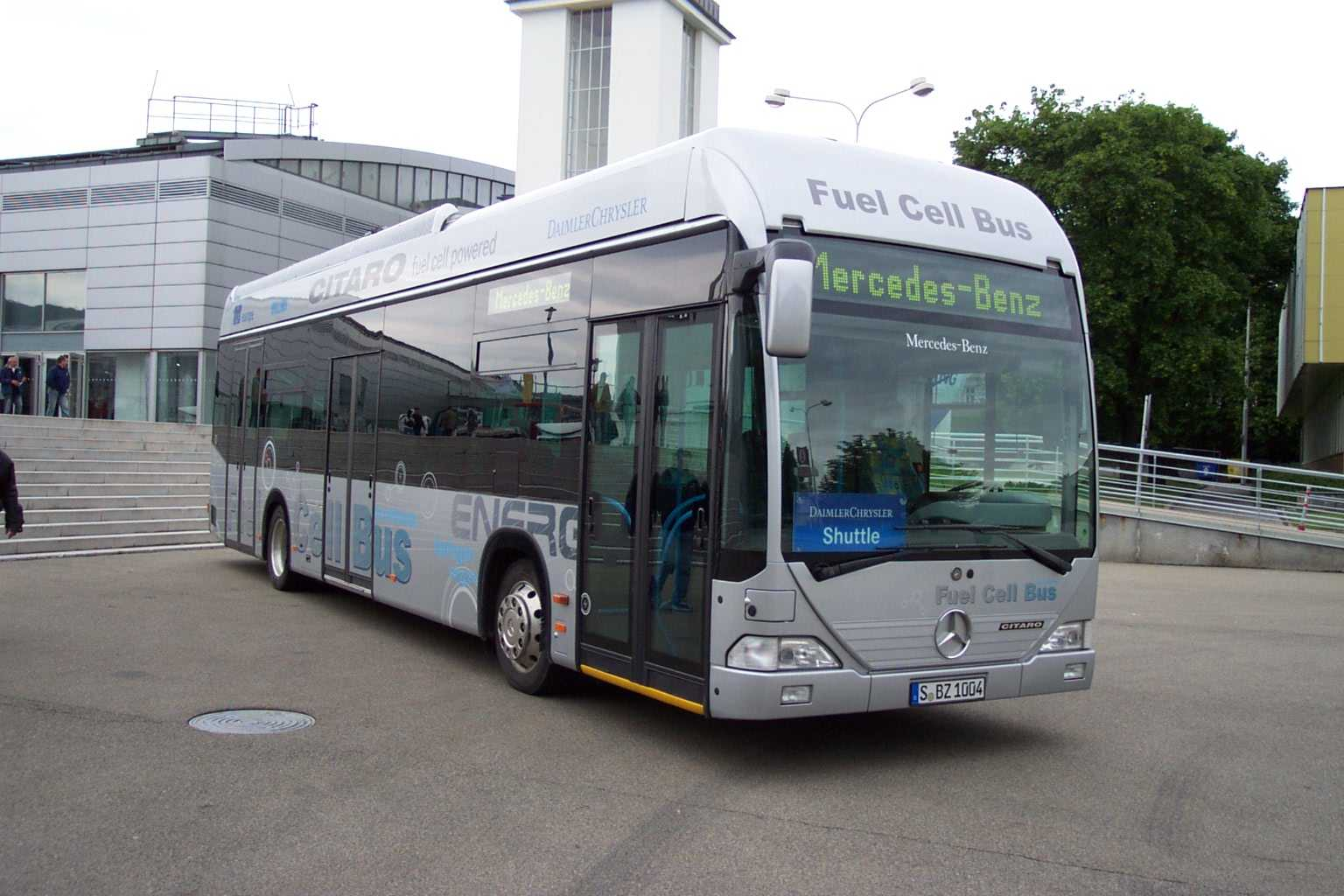
Citaro Fuel Cell (Brennstoffzelle)
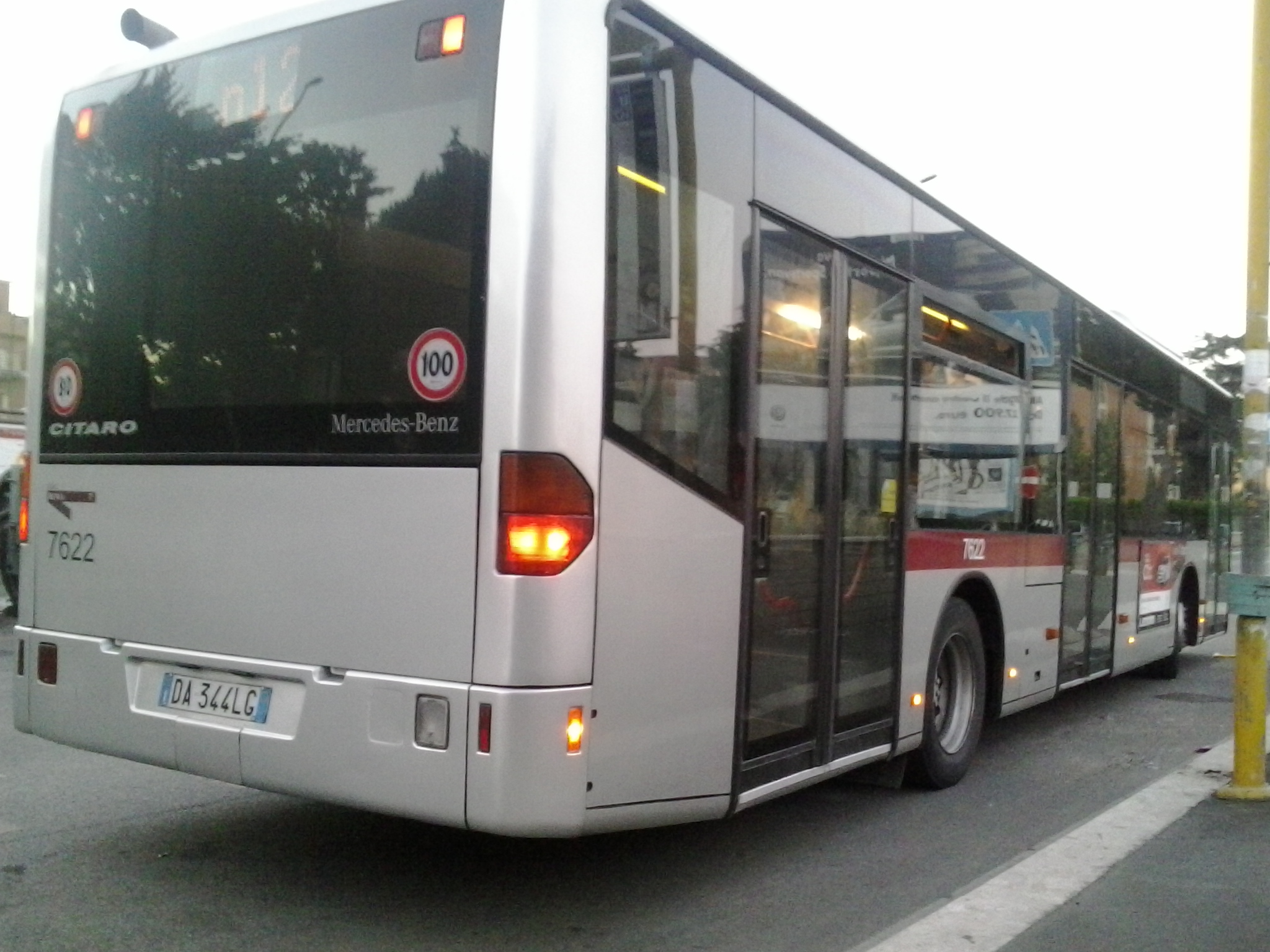
Mercedes-Benz Citaro mit drei Türen (Stadtbus)
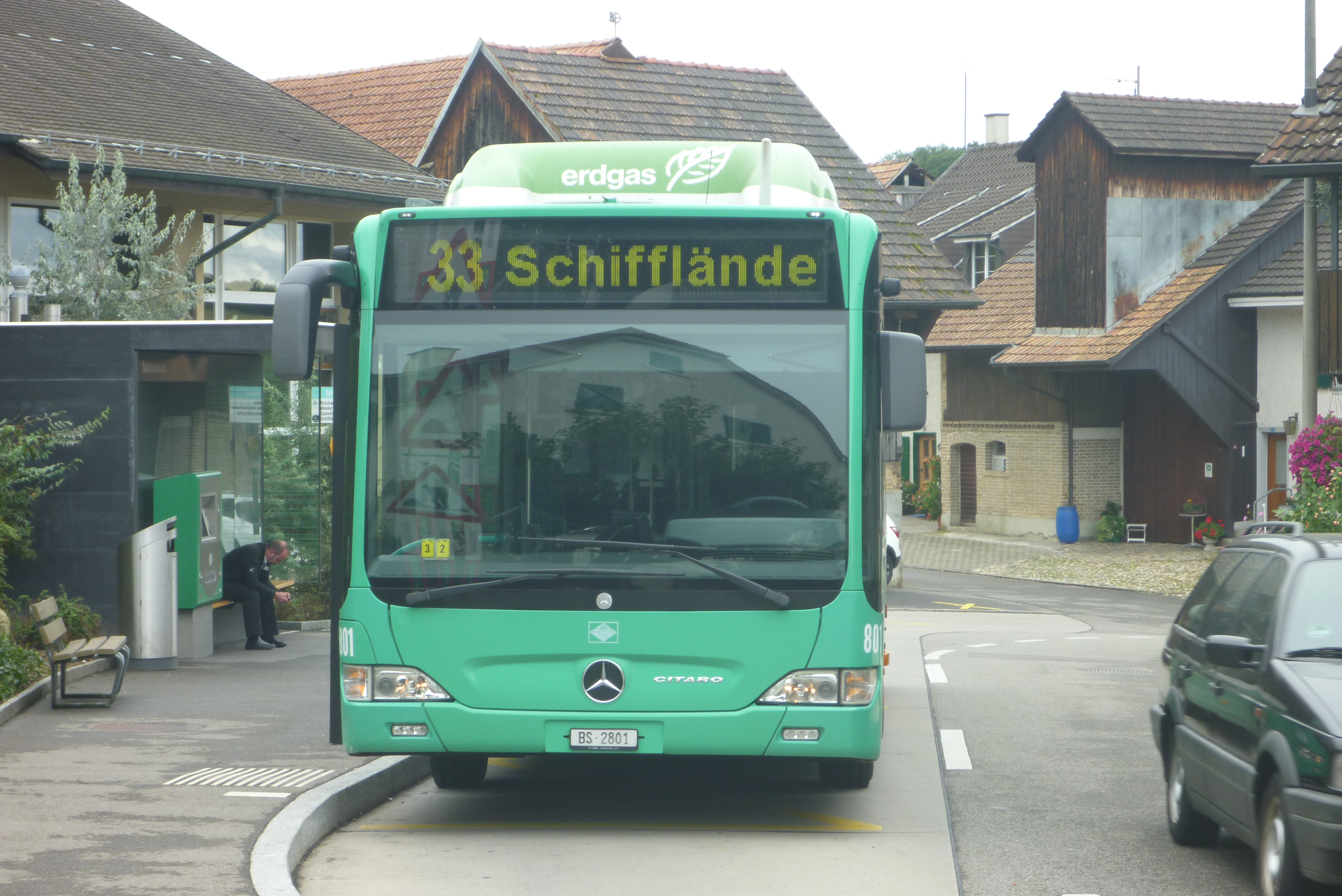
Frontansicht eines Citaro in Stadtversion der BVB
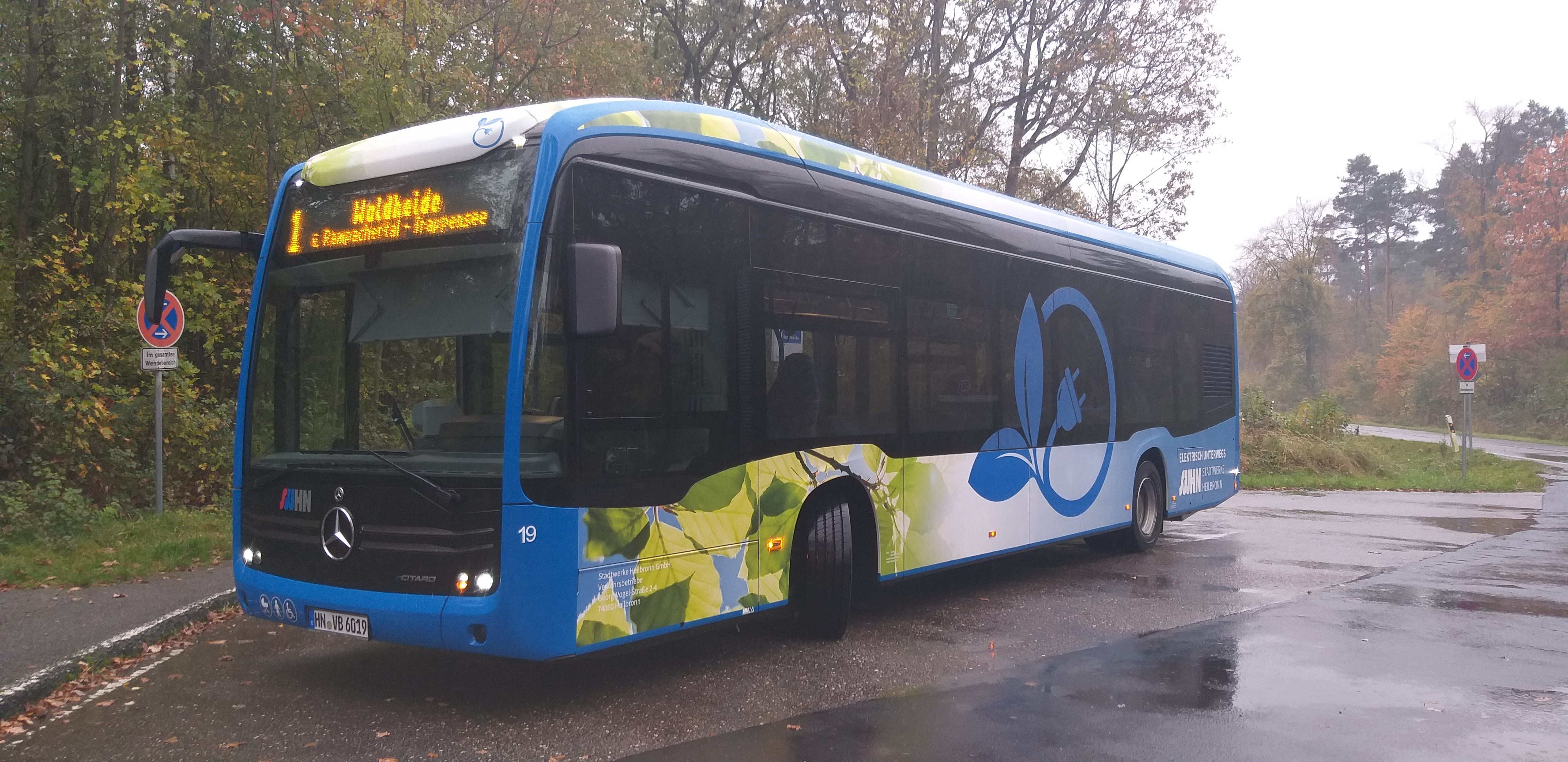
Batterie-Version der Stadtwerke Heilbronn Verkehrsbetriebe an der Waldheide
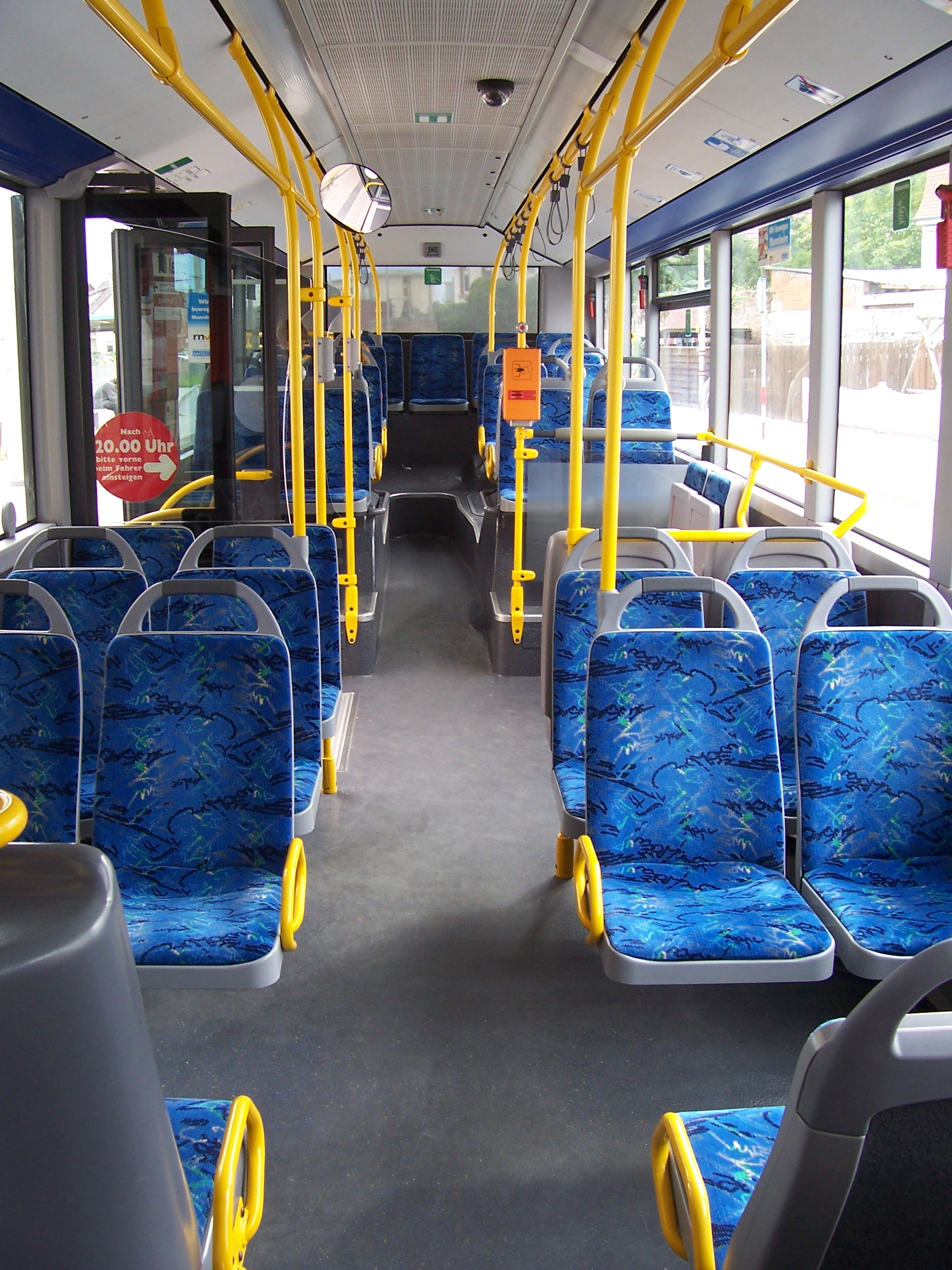
Fahrgastraum eines Citaro (Stadtversion bis 2006 mit Sitzen des Typs CSF)
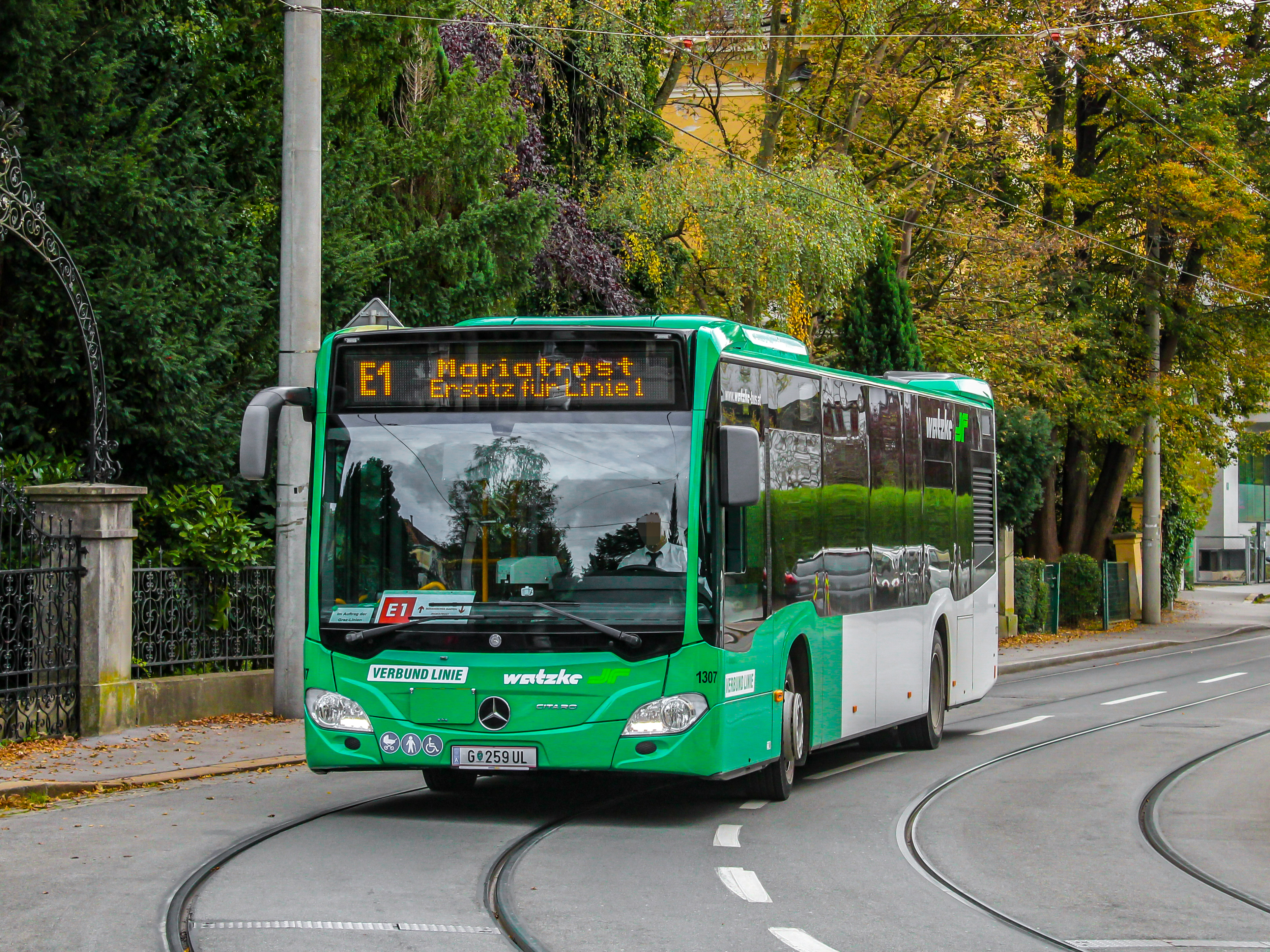
Citaro 2 vom Busunternehmen Watzke (Dr. Richard) aus Graz
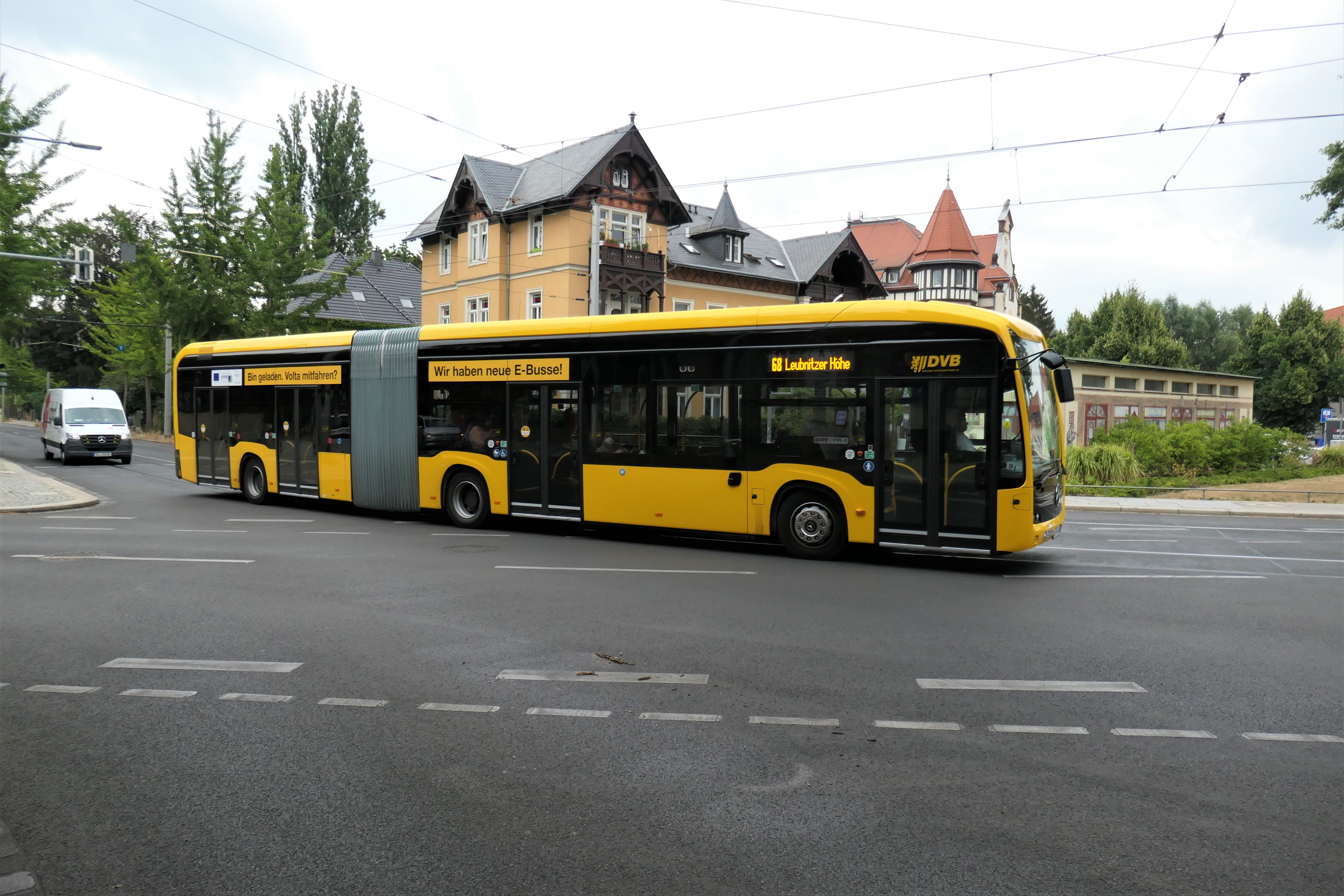
eCitaro G auf der Linie 68 der Dresdner Verkehrsbetriebe 2022
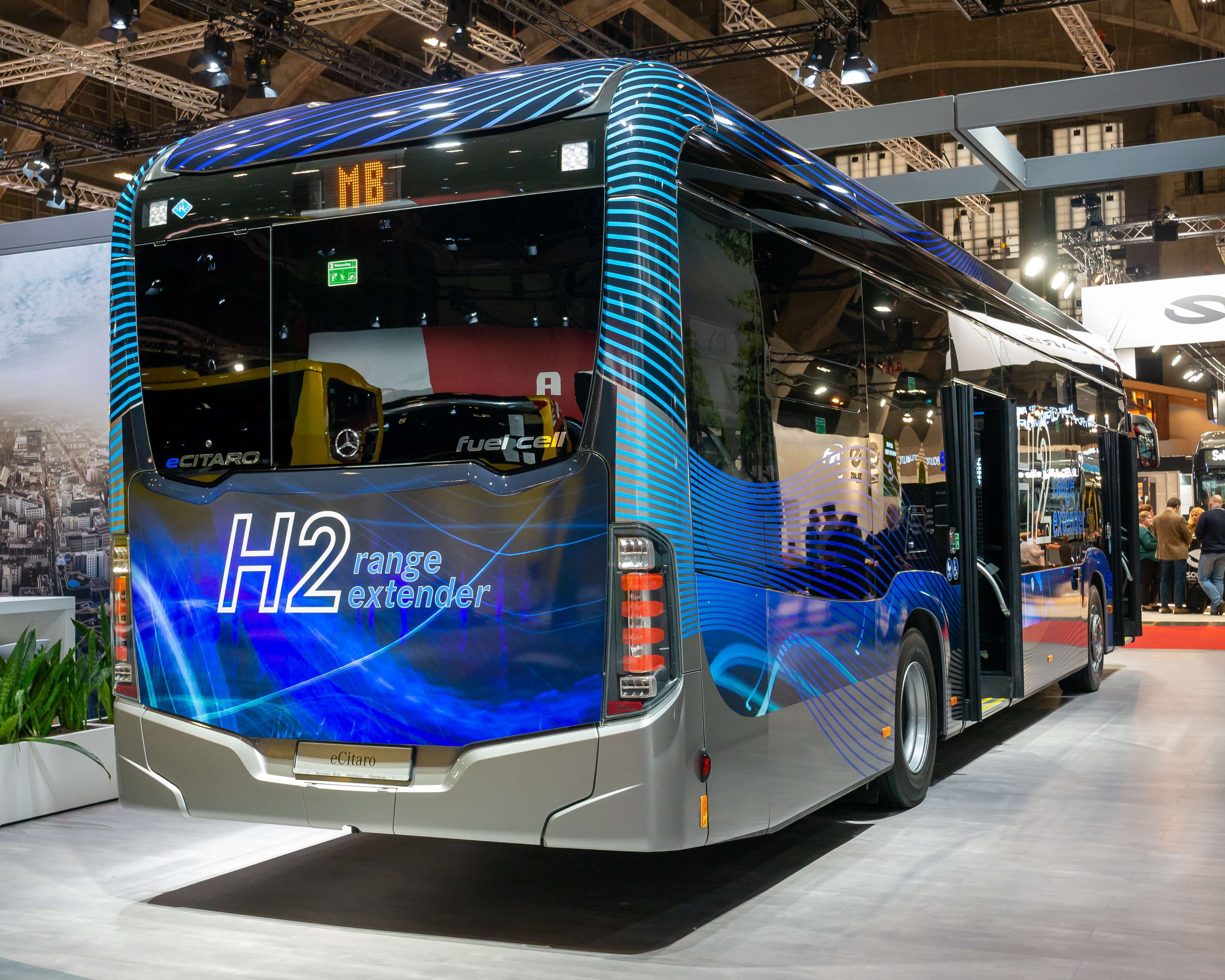
Heck des eCitaro Fuel Cell mit den neuen Rückleuchten
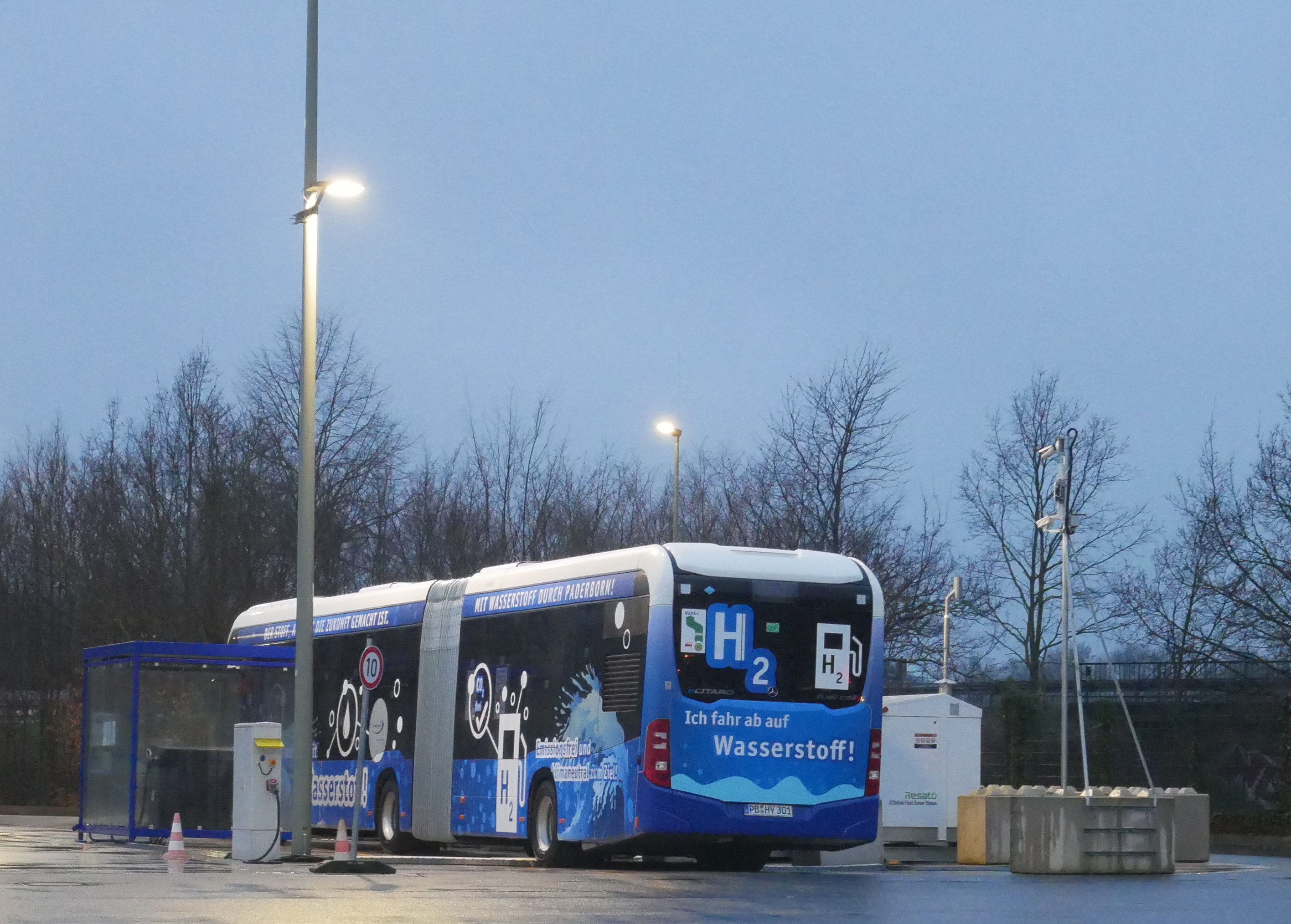
eCitaro Fuel Cell von PaderSprinter 2024
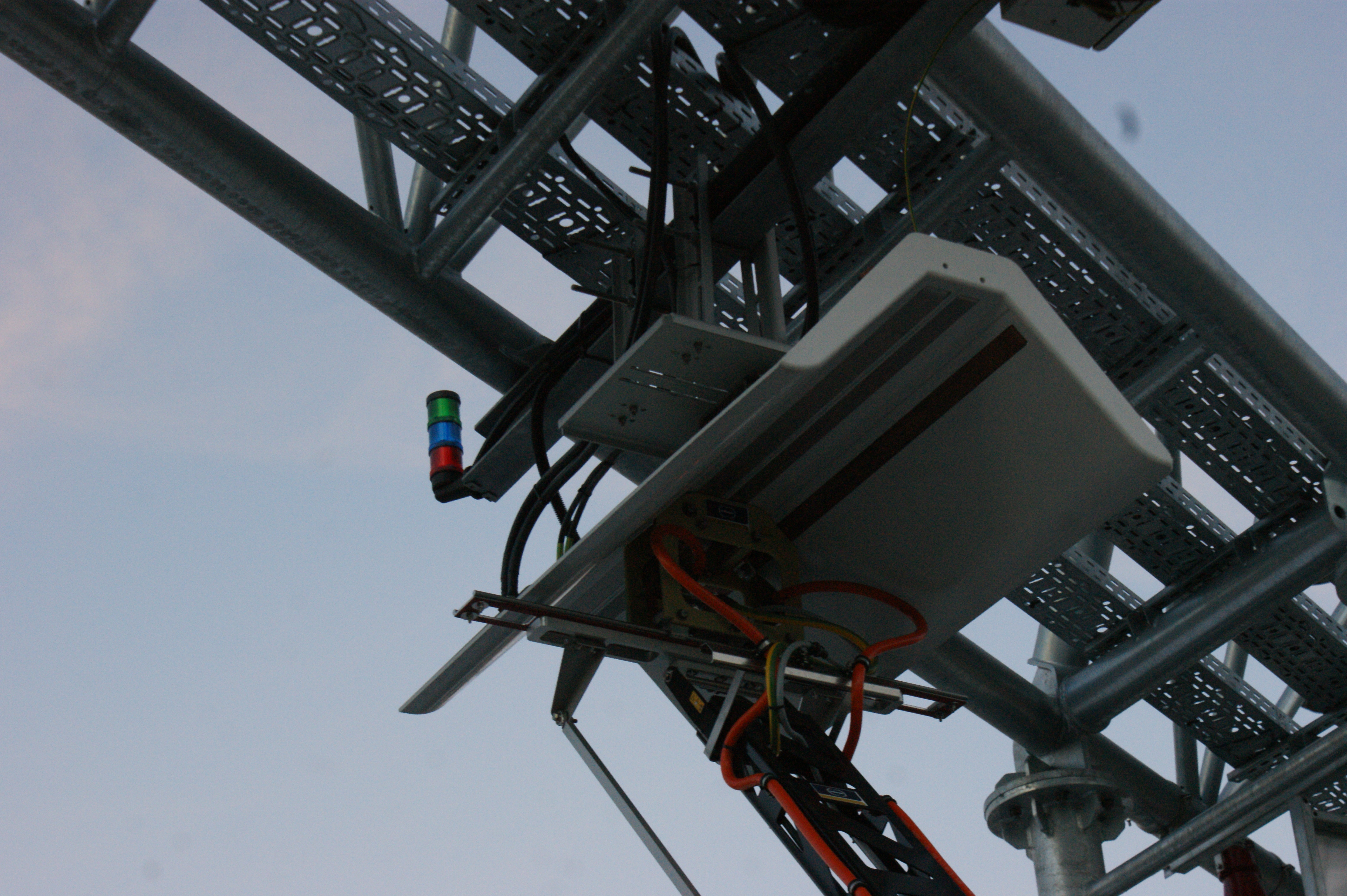
Schnellladevorgang eCitaro